# Columbia (fiume)
Il fiume Columbia (in inglese Columbia River; in chinook Wimahl o Wimal; in sahaptin Nch’i-Wàna o Nchi wana; in sinixt swah'netk'qhu) è un corso d'acqua che scorre dal Canada agli Stati Uniti prima di sfociare nell'Oceano Pacifico.
Si tratta del maggiore fiume presente nella regione del Nord-ovest Pacifico del Nord America sia in termini di lunghezza totale sia per la dimensione del bacino idrografico o del flusso alla foce. Dalle sue sorgenti situate nelle Montagne Rocciose in Columbia Britannica, in Canada, supera in seguito il confine con gli USA nello Stato di Washington e poi dell'Oregon prima di sfociare nell'Oceano Pacifico vicino alla città di Astoria. Il fiume è ritenuto convenzionalmente lungo 2 000 km, anche se la lunghezza esatta è pari a 1 964 km e il suo principale affluente è lo Snake; il bacino è vasto circa 670 000 km², una cifra leggermente maggiore della dimensione dell'intera Francia, e si estende su sette Stati degli USA e una provincia canadese.
Il Columbia risulta il quarto fiume più grande degli Stati Uniti per volume e tra i fiumi del Nord America che sfociano nell'Oceano Pacifico con la portata più elevata. Proprio quest'ultima caratteristica, unita alla velocità della corrente, gli conferisce un enorme potenziale per la produzione di energia idroelettrica. Le quattordici dighe idroelettriche sul tratto principale del Columbia da sole soddisfano più fabbisogno di quanto possano convogliare altre strutture simili su un qualunque altro corso nordamericano.
Il Columbia e i suoi affluenti hanno corrisposto al centro della cultura e dell'economia della regione per migliaia di anni: utilizzati per i trasporti e come asse di comunicazione, essi collegavano i numerosi gruppi di amerindi residenti e nomadi nella regione. Il sistema fluviale supporta molte specie ittiche stagionali negli habitat di acqua dolce e salata dell'oceano Pacifico: questi pesci, in particolare i salmonidi, costituivano un alimento basilare nella dieta dei nativi americani e, per diversi secoli a venire, i commercianti di tutto il Nord America occidentale giungevano in zona per acquistarli o venderli.
Alla fine del XVIII secolo, la Columbia Rediviva, un'imbarcazione americana, fu la prima ad accedere alla foce del fiume dall'Oceano Pacifico e il suo comandante Robert Gray assegnò a quanto aveva scoperto il nome della sua nave. Più tardi, seguì l'esplorazione del britannico William Robert Broughton, che si fece strada nella Catena Costiera all'altezza della valle di Willamette. Nei decenni successivi, le società commerciali dedite alla vendita di pellicce sfruttarono il Columbia come via di trasporto chiave. Gli esploratori a terra da est accedettero alla valle di Willamette attraverso la gola del Columbia e i coloni iniziarono a stabilirsi in loco in numero crescente quando si inaugurarono due vie di accesso. Il battello a vapore, il quale avrebbe reso più agevole la navigazione alla fine del XIX secolo, unito all'installazione di una rete ferroviaria nello stesso momento, facilitarono di molto i collegamenti.
Dalla fine dell'Ottocento, varie strutture di natura privata e pubblica si svilupparono in maniera prepotente sul fiume. Per agevolare la navigazione di navi e chiatte, furono costruite chiuse lungo il Columbia inferiore e i suoi affluenti. Dall'inizio del Novecento, sul corso d'acqua furono costruite dighe per la produzione di energia elettrica, per l'irrigazione agricola e allo scopo di evitare gli effetti nefasti derivanti da eventuali alluvioni. All'inizio degli anni 2010, sul versante americano, era presente un invaso lungo ogni chilometro e mezzo circa in zona. La produzione di energia nucleare, avvenuta in due distinti località lungo il fiume, e la realizzazione del plutonio per armi nucleari per decenni nel sito del laboratorio nazionale di Hanford non si sono rivelate senza conseguenze per l'ambiente, tanto che sono stati necessari interventi di bonifica e prevenzione della diffusione di scorie radioattive nelle falde acquifere oltre che lungo il corso principale del Columbia. Tutti questi sviluppi hanno avuto dunque un enorme impatto sugli ecosistemi locali e, forse, sono stati ampliati dall'inquinamento industriale. L'impatto antropico si è fatto infine sentire con riferimento alle barriere artificiali dispiegate un po' ovunque, le quali hanno ostacolato (e continuano tuttora a farlo in diversi punti) la migrazione delle specie ittiche.

## Geografia fisica

### Percorso
Corso del Columbia
     Corso del Kootenay
     Corso dell'Okanagan
     Corso dello Yakima
     Corso dello Snake
     Corso del John Day
     Corso del Deschutes
     Corso del Willamette
     Corso del Cowlitz
     Altri corsi d'acqua (affluenti o sub-affluenti del Columbia)
Il fiume Columbia inizia il suo corso di 1 954 km (generalmente arrotondati a 2 000 per eccesso) nelle Montagne Rocciose in Columbia Britannica, in Canada. È dal lago Columbia, situato a circa 800 m  s.l.m., che ha origine come emissario: le aree umide del Columbia (Columbia Wetlands), designate di importanza internazionale della Convenzione di Ramsar, si trovano poco distanti dal lago. Tra le Montagne Rocciose canadesi ha sede un'ampia e profonda valle glaciale che vede scorrere i primi 320 km del corso d'acqua, il quale procede in direzione nord-ovest lungo la fossa nel lago Windermere e la città di Invermere, un'area conosciuta localmente come valle del Columbia, poi dalla città di Golden e nel lago Kinbasket. Oltrepassando l'estremità settentrionale dei Monti Selkirk, il fiume vira bruscamente a sud attraverso un'area conosciuta localmente come "Big Bend Country", passando per il lago Revelstoke e i laghi Arrow. Il Revelstoke, il Big Bend e la valle del Columbia sono altresì noti come "Columbia Country". Dopo i laghi Arrow, il Columbia transita per le città di Castlegar, localizzata alla confluenza con il fiume Kootenay, e Trail, due grandi agglomerati urbani nella regione di Kootenays. Il fiume Pend d'Oreille sfocia nel Columbia a circa due chilometri a nord del confine tra il Canada e gli Stati Uniti d'America.
Il Columbia entra quindi nel Washington orientale in direzione sud e poi ovest, alla confluenza dello Spokane, segnando il confine meridionale e orientale della riserva indiana di Colville e la delimitazione occidentale di quella di Spokane. Il fiume gira di nuovo a sud dopo la sua confluenza con l'Okanagan, poi a sud-est dopo la sua confluenza con il Wenatchee nella sezione centrale del Washington; questo segmento a forma di lettera del fiume C è altresì conosciuto come "Big Bend". Durante le inondazioni di Missoula, da 10 000 a 15 000 anni fa, il grosso del flusso del fiume seguì un percorso più diretto a sud, formando un antico letto chiamato Grand Coulee. Dopo le piene, il corso trovò il suo tragitto attuale e la Grand Coulee finì in secca: la costruzione della diga Grand Coulee a metà del Novecento generò il lago Franklin D. Roosevelt, da cui l'acqua viene pompata all'inizio del Coulee e raggiunge il lago Banks.
Il fiume sfocia nel cosiddetto Gorge Amphitheatre, un'area utilizzata per concerti all'aperto, quindi nell'area di "Crescent Bar" vicino a Vantage, dove gli strati geologici sono particolarmente visibili lungo le scogliere a picco sul Columbia. Esso procede poi attraverso la diga delle rapide di Priest e l'Hanford Site: completamente racchiuso nel sito del laboratorio è Hanford Reach, che a parte l'estuario è l'unico tratto negli Stati Uniti in cui il fiume non vede barriere artificiali lungo il percorso, anche perché dal 2000 è zona protetta. I fiumi Snake e Yakima sfociano nel Columbia nell'area delle "Tri-Cities" (ovvero Kennewick, Pasco e Richland). Da lì, si dirige quindi a ovest verso il confine tra gli Stati di Washington e dell'Oregon, definendolo inoltre negli ultimi 497 km del suo percorso.
Il fiume Deschutes sfocia nel Columbia vicino alla città di The Dalles. Tra The Dalles e Portland, il corso prosegue in un altopiano e raggiunge l'isola Sauvie, una delle maggiori del Nord America presenti lungo un fiume. Quindi il fiume attraversa la catena delle Cascate, formando una gola caratteristica, vede il monte Adams a nord e il monte Hood a sud. La gola è conosciuta inoltre per i suoi venti forti e costanti, per la bellezza paesaggistica e il suo ruolo di importanti vie di collegamento come la Historic Columbia River Highway e la Washington State Route 14. Escluso il Klamath, nessun corso d'acqua originario o vicino agli imponenti vulcani delle Cascate attraversa l'area come il Columbia. Il fiume Columbia prosegue verso ovest e dopo cambia bruscamente a nord, per poi andare a nord-ovest vicino a Portland e Vancouver alla confluenza del Willamette. Lì, il fiume rallenta la sua corsa considerevolmente, depositando molti sedimenti e vedendo al contempo un corso d'acqua proveniente da Portland, il Columbia Slough, unirsi al flusso principale. Vicino a Longview e alla confluenza con il Cowlitz, il fiume curva nuovamente a ovest. Il Columbia sfocia nell'oceano Pacifico a ovest di Astoria, vicino al banco di sabbia del Columbia che forma l'estuario finale. Si tratta di un luogo celebre per le difficoltà che si riscontrano nella navigazione per via delle forti correnti. A capo Disappointment si trova il più antico faro dell'area e la stazione maggiore di ricerca e soccorso sulla costa nord-occidentale della guardia costiera statunitense.

### Bacino
Il Columbia occupa un bacino idrografico compreso, secondo le stime, tra i 670 000 e i 669 300 km² su quasi tutto l'Idaho, una vasta area della Columbia Britannica, dell'Oregon e del Washington, oltre a piccole porzioni del Montana, del Wyoming, dello Utah e del Nevada. Il fiume costituisce anche gran parte del confine tra l'Oregon e Washington. La maggior parte del bacino del Columbia si trova tra le Montagne Rocciose a est e la catena delle Cascate a ovest: la geomorfologia circostante non è uniforme, se si tiene conto della presenza di montagne, di altipiani aridi, di valli fluviali e di canyon.

#### Geografia del bacino
Oceano Artico
     Oceano Pacifico (incluso il Columbia)
     Oceano Atlantico
     Golfo del Messico
     Gran Bacino (endoreico)

Principali bacini del Nord America:
Oceano Artico
Oceano Pacifico (incluso il Columbia)
Oceano Atlantico
Golfo del Messico
Gran Bacino (endoreico)

Diversi ampi bacini idrografici in Nord America, affiancati da altri di dimensione minore, condividono un confine con il bacino del Columbia. A est, nel nord del Wyoming e nel Montana, il Continental Divide separa il bacino del Columbia da quello del Mississippi e del Missouri, i quali sfociano nel golfo del Messico. A nord-est, principalmente lungo il confine meridionale tra la Columbia Britannica e l'Alberta, lo spartiacque separa il bacino del Columbia da quello dei fiumi e dei laghi Nelson-Winnipeg-Saskatchewan, che sfociano nella baia di Hudson. I bacini del Mississippi e del Nelson sono separati dal Laurentian Divide, che unisce il Continental Divide al Triple Divide Peak vicino alla sorgente del Flathead, un affluente del Columbia. Questo punto segna l'incontro dei tre principali bacini idrografici del Nord America, ovvero quello dell'oceano Atlantico (Columbia), della baia di Hudson (Saskatchewan) e dell'oceano Atlantico attraverso il golfo del Messico (Missouri attraverso il Milk). A nord del bacino del Columbia, quello del Mackenzie-Schiavi-Athabasca si avvicina all'oceano Artico: quelli del Nelson e del Mackenzie sono separati, con i loro affluenti sfociano nell'oceano Artico o nella baia di Hudson. Questa frattura si unisce al Continental Divide presso la Snow Dome, vicino all'ansa più settentrionale della Columbia.
A sud-est, nel Wyoming occidentale, un altro fondovalle separa il bacino del Columbia da quello del Colorado-Green che sfocia nel golfo di California. Mentre bacini di Columbia, Colorado e Mississippi si incontrano nella cordigliera del fiume Wind, in Wyoming, a sud, in Oregon, Nevada, Utah, Idaho e Wyoming, il Columbia e i suoi affluenti lambiscono quasi il Gran Bacino, il quale non manca di casi di endoreismo e comporta il fatto che vari specchi, non sfociando negli oceani, si stanno prosciugando. I punti del Gran Bacino che condividono un confine comune con l'areale del Columbia sono l'Harney, l'Humboldt e il Gran Lago Salato. A nord, principalmente nel Canada, il bacino tange quello del Fraser. A ovest e sud-ovest ci sono bacini idrografici più piccoli che giungono nell'oceano Pacifico, come quello del Klamath in Oregon e California e il bacino dello stretto di Puget nel Washington.

### Geologia

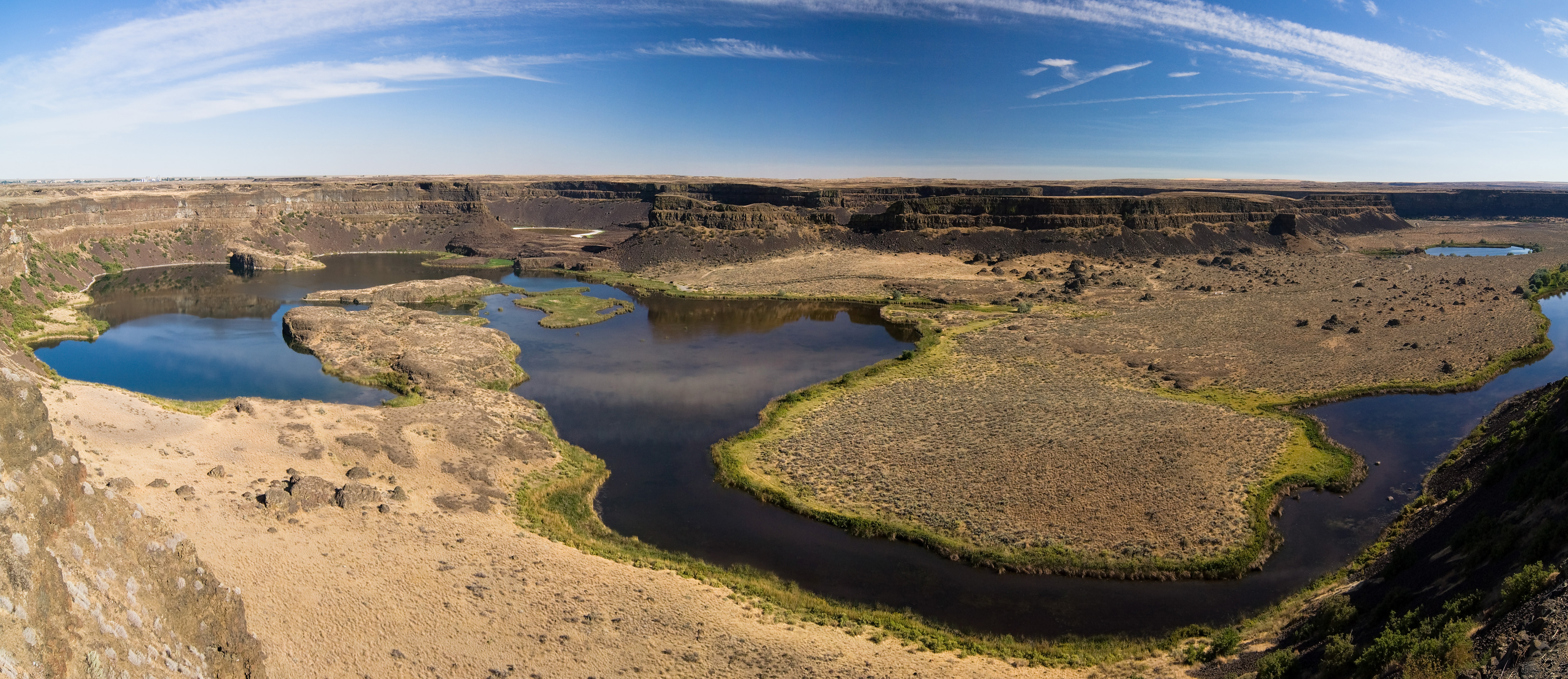
Dry Falls, una dolina asciutta situata di fronte al Grand Coulee dal Columbia

Quando il rift della Pangea si spinse nella Panthalassa (antenato dell'oceano Pacifico), la placca nordamericana, allontanatasi col tempo da quella euroasiatica e da quella africana a causa della tettonica, l'attuale regione del Nord-ovest Pacifico non rientrava nel continente. L'arco vulcanico delle Cascate, il quale si estende dalla California al Canada meridionale, appare direttamente sopra una zona di subduzione, quella della Cascadia. L'episodio che segnò l'origine della maggior parte della catena delle Cascate cominciò 36 milioni di anni fa. Il resto della placca Farallon viene chiamata placca di Juan de Fuca. In concomitanza con la diminuzione dell'attività vulcanica, durante il Miocene (17-12 milioni di anni fa), quantità colossali di basalto si riversarono nell'attuale bacino del Columbia. Con la separazione simultanea della placca Explorer e l'ispessimento della zona di subduzione, l'angolo del piano di Wadati-Benioff aumentò. L'attrito si fece più intenso, il rilievo aumentò e il vulcanesimo riprese. I tratti principali del bacino idrografico non si raggiunsero se non tra 60 e 40 milioni di anni fa, ma a quel tempo il bacino era ricoperto da un grande mare interno che in seguito scomparve a seguito del sollevamento del livello del suolo. Tra 40 e 20 milioni di anni fa, nell'Eocene e nel Miocene, enormi eruzioni vulcaniche alterarono frequentemente gran parte del paesaggio attraversato dal Columbia in vari punti. Il corso inferiore del fiume ancestrale attraversava una valle vicino all'attuale monte Hood.
Man mano che il corso trasportava sedimenti dovuti a erosioni dei vulcani in continua eruzione si conformò un delta largo 3,2 km alla base delle colline pedemontane sul lato orientale della catena costiera dell'Oregon settentrionale, vicino a Vernonia. Tra 17 e 6 milioni di anni fa, un'enorme colata di lava basaltica inondò l'altopiano del Columbia e spinse l'attuale corso maggiormente a sud, creando una grande provincia ignea chiamata gruppo basaltico del Columbia. Mentre attraversava i vari vulcani della catena, il fiume originò una profonda gola.
Il fiume e il suo bacino subirono alcune delle inondazioni su larga scala più famose della fine dell'ultima glaciazione. Le rotture periodiche delle dighe di ghiaccio del lago Missoula causarono le inondazioni omonime per diverse migliaia di anni con un flusso equivalente a dieci volte quelli attuali combinati di tutti i fiumi del pianeta. Il numero esatto delle inondazioni resta avvolto nell'incertezza, ma i geologi ne hanno identificate almeno quaranta e si tende a ritenere che si verificarono tra 19 000 e 13 000 anni circa.

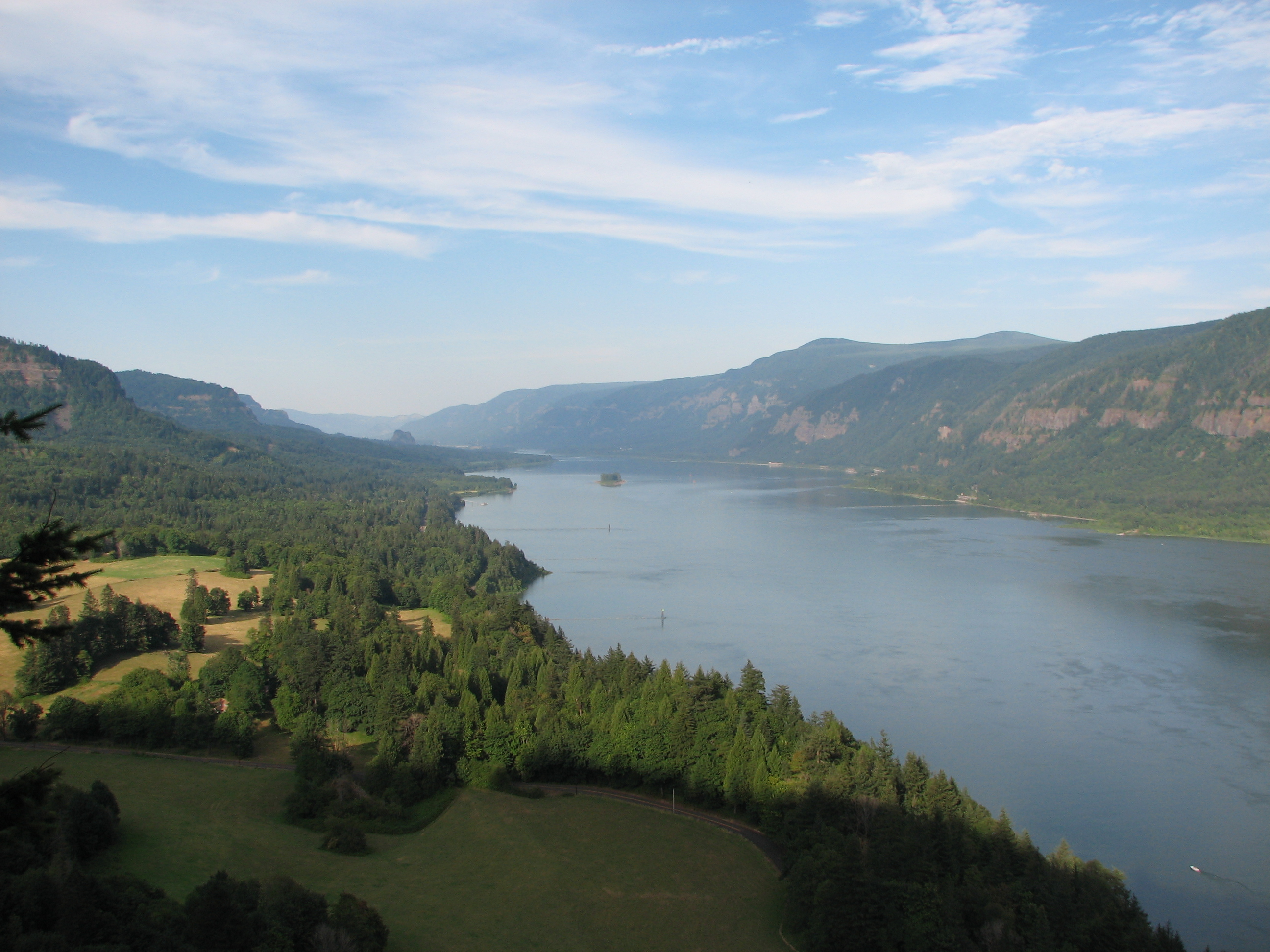
La gola del Columbia

Le acque si riversarono nella parte orientale del Washington generando le cosiddette steppe scanalate (Channeled Scablands), una complessa rete di catene di canyon asciutti a cui spesso si affiancano butte pesantemente scolpite nella roccia basaltica. Molte delle formazioni rocciose appena citate si presentano con la cima piatta e con terreni fertili alle pendici, essendo infatti ricche di minerali. Il restringimento in diversi punti ha causato grandi laghi temporanei come nel caso del Lewis, uno specchio d'acqua pieno di sedimenti depositatisi a seguito delle eruzioni. Le profondità massime stimate sono pari a 380 m per quando riguarda il Wallula Gap, 250 m presso la diga di Bonneville e 120 alle porte di Portland. I sedimenti si sono ammassati nel corso dei millenni in maniera così numerosa da rallentare le acque nei bacini di Quincy, Othello e Pasco. Le periodiche inondazioni dell'altopiano del Columbia accumularono fertili sedimenti che oggi fanno la fortuna degli agricoltori locali, specie nella valle di Willamette.

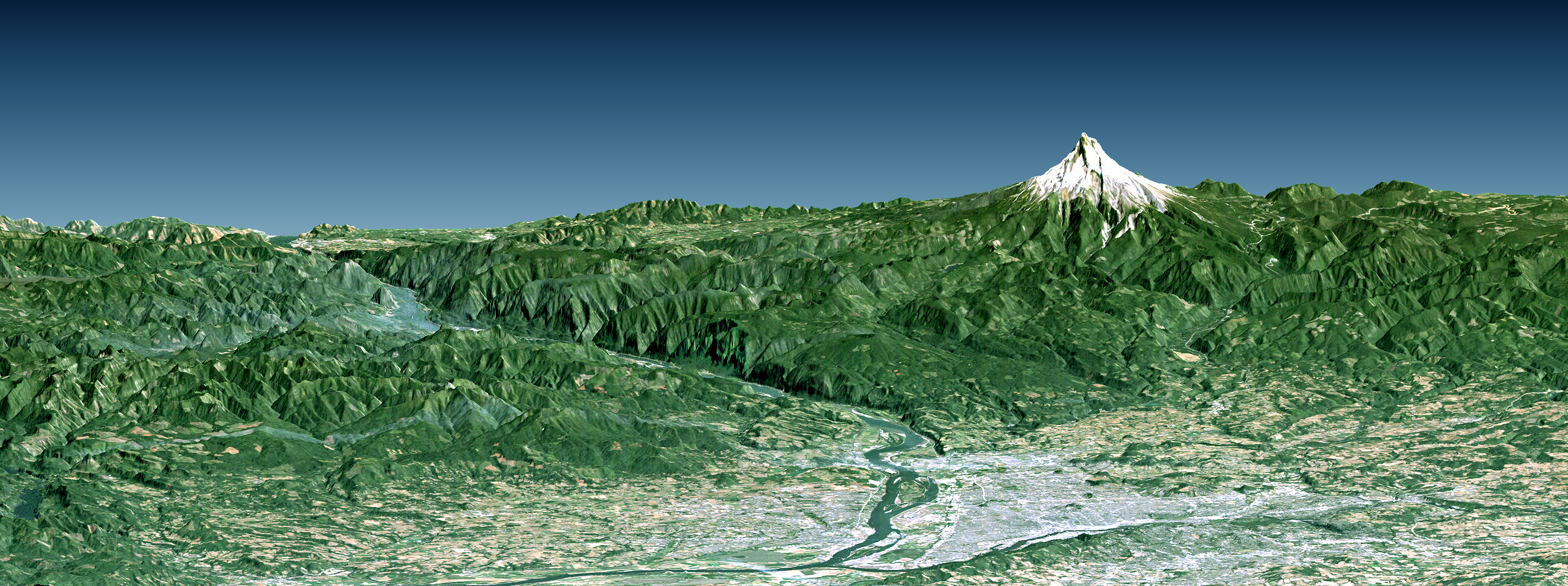
La fine della gola del Columbia con Portland in primo piano e il monte Hood visto dalla costa del Pacifico. L'immagine è stata creata digitalmente e le altezze sono raddoppiate rispetto alla realtà

Negli ultimi millenni, si verificò una serie prolungata di grossi smottamenti presso la gola del Columbia, i quali spostarono una quantità difficilmente quantificabile di detriti a sud del Greenleaf Peak nella gola vicino all'attuale altezza della diga di Bonneville. La più recente e significativa è conosciuta come la "frana di Bonneville" ("Bonneville Slide"), che generò una grande diga di terra la quale occluse per 5,6 km il corso del fiume originando una formazione geologica chiamata Ponte degli Dei. Vari studi hanno indicato come plausibile anno della frana di Bonneville uno compreso tra il 1060 e il 1760: la recente ipotesi che gli attuali detriti si siano formati da più di uno smottamento spiega come mai l'arco temporale sia così esteso. Si ritiene altresì che qualora le date successive siano quelle accurate potrebbe esservi una connessione con il terremoto della Cascadia del 1700. Solo quando la pressione dell'acqua superò le barriere naturali fu possibile assimilare o spazzare gradualmente via i sedimenti. Il tempo impiegato dal fiume per scardinarli resta sconosciuto, ma le stime oscillano da pochi mesi a diversi anni. A ogni modo, delle cicatrici lasciate dalla frana permasero e costrinsero il fiume a deviare di circa 2,4 km a sud del suo corso precedente e formando le cosiddette rapide delle Cascate. Nel 1938, la costruzione della diga di Bonneville allagò queste rapide così come gli alberi rimanenti che avrebbero potuto essere utilizzati per definire la data stimata della frana.
L'eruzione del monte Saint Helens del 1980 lasciò grandi quantità di sedimenti nel letto del fiume, riducendone temporaneamente la profondità di 7,9 m.

### Clima
Il clima varia notevolmente da luogo a luogo all'interno del bacino: il clima oceanico contraddistingue la foce del fiume, quello desertico domina alcune valli interne e, infine, quello continentale verso la sorgente del fiume con alcune montagne oltre 4 300 m. Il tempo varia notevolmente nell'area a causa dell'ombra pluviometrica dovuta alla Catena delle Cascate. L'aria proveniente dall'oceano Pacifico sale sulle pendici occidentali, il che la fa raffreddare e scarica la sua umidità sotto forma di pioggia (o neve in inverno). Le precipitazioni aumentano con l'elevazione e una volta che l'umidità entra in contatto con l'aria secca, quest'ultima prevale e scende sul lato orientale della cresta, rendendo l'aria più calda. Sulle pendici occidentali, le precipitazioni variano da 200 a 320 cm all'anno, mentre sulle pendici orientali le precipitazioni variano da 100 a 200 cm nell'est. Le temperature estreme si attestano tra i 27 e i 32 °C in estate e tra i −29 e i −34 °C durante gli inverni, anche se ciò non avviene nei punti più alti, di cui il massimo risulta il monte Rainier (4 392 m). In alcune delle parti orientali del bacino, quelle con clima continentale, le precipitazioni massime si verificarono all'inizio dell'estate. Le precipitazioni annuali variano da più di 2 500 mm all'anno nella Catena delle Cascate a meno di 2000 nell'entroterra. Gran parte del bacino riceve meno di 300 mm.
| Bollettino meteorologico di Revelstoke, C.B. (Columbia superiore, clima continentale) | Mesi  | Mesi | Mesi | Mesi | Mesi | Mesi | Mesi | Mesi | Mesi | Mesi | Mesi  | Mesi  | Stagioni | Stagioni | Stagioni | Stagioni | Anno  |
| Bollettino meteorologico di Revelstoke, C.B. (Columbia superiore, clima continentale) | Gen   | Feb  | Mar  | Apr  | Mag  | Giu  | Lug  | Ago  | Set  | Ott  | Nov   | Dic   | Inv      | Pri      | Est      | Aut      | Anno  |
| ------------------------------------------------------------------------------------- | ----- | ---- | ---- | ---- | ---- | ---- | ---- | ---- | ---- | ---- | ----- | ----- | -------- | -------- | -------- | -------- | ----- |
| T. max. media (°C)                                                                    | −3    | 1    | 6    | 13   | 19   | 22   | 25   | 24   | 18   | 10   | 3     | −2    | −1,3     | 12,7     | 23,7     | 10,3     | 11,3  |
| T. media (°C)                                                                         | −6    | −3   | 1,5  | 7,0  | 12,0 | 15,5 | 18,0 | 17,5 | 12,5 | 6,0  | 0,5   | −4,5  | −4,5     | 6,8      | 17,0     | 6,3      | 6,4   |
| T. min. media (°C)                                                                    | −9    | −7   | −3   | 1    | 5    | 9    | 11   | 11   | 7    | 2    | −2    | −7    | −7,7     | 1        | 10,3     | 2,3      | 1,5   |
| Precipitazioni (mm)                                                                   | 109,2 | 86,4 | 66,0 | 53,3 | 55,9 | 73,7 | 66,0 | 61,0 | 66,0 | 78,7 | 111,8 | 124,5 | 320,1    | 175,2    | 200,7    | 256,5    | 952,5 |

| Bollettino meteorologico di Astoria, OR (foce del Columbia, clima oceanico) | Mesi  | Mesi  | Mesi  | Mesi  | Mesi | Mesi | Mesi | Mesi | Mesi | Mesi  | Mesi  | Mesi  | Stagioni | Stagioni | Stagioni | Stagioni | Anno    |
| Bollettino meteorologico di Astoria, OR (foce del Columbia, clima oceanico) | Gen   | Feb   | Mar   | Apr   | Mag  | Giu  | Lug  | Ago  | Set  | Ott   | Nov   | Dic   | Inv      | Pri      | Est      | Aut      | Anno    |
| --------------------------------------------------------------------------- | ----- | ----- | ----- | ----- | ---- | ---- | ---- | ---- | ---- | ----- | ----- | ----- | -------- | -------- | -------- | -------- | ------- |
| T. max. media (°C)                                                          | 9     | 11    | 12    | 13    | 16   | 18   | 19   | 20   | 20   | 16    | 12    | 9     | 9,7      | 13,7     | 19       | 16       | 14,6    |
| T. media (°C)                                                               | 6     | 7     | 8     | 9     | 11,5 | 14,0 | 15,5 | 16,0 | 15,0 | 11,5  | 8,0   | 6,0   | 6,3      | 9,5      | 15,2     | 11,5     | 10,6    |
| T. min. media (°C)                                                          | 3     | 3     | 4     | 5     | 7    | 10   | 12   | 12   | 10   | 7     | 4     | 3     | 3        | 5,3      | 11,3     | 7        | 6,7     |
| Precipitazioni (mm)                                                         | 244,3 | 199,9 | 187,2 | 125,2 | 83,3 | 65,3 | 29,5 | 30,7 | 66,3 | 142,5 | 266,7 | 264,2 | 708,4    | 395,7    | 125,5    | 475,5    | 1 705,1 |

### Politica

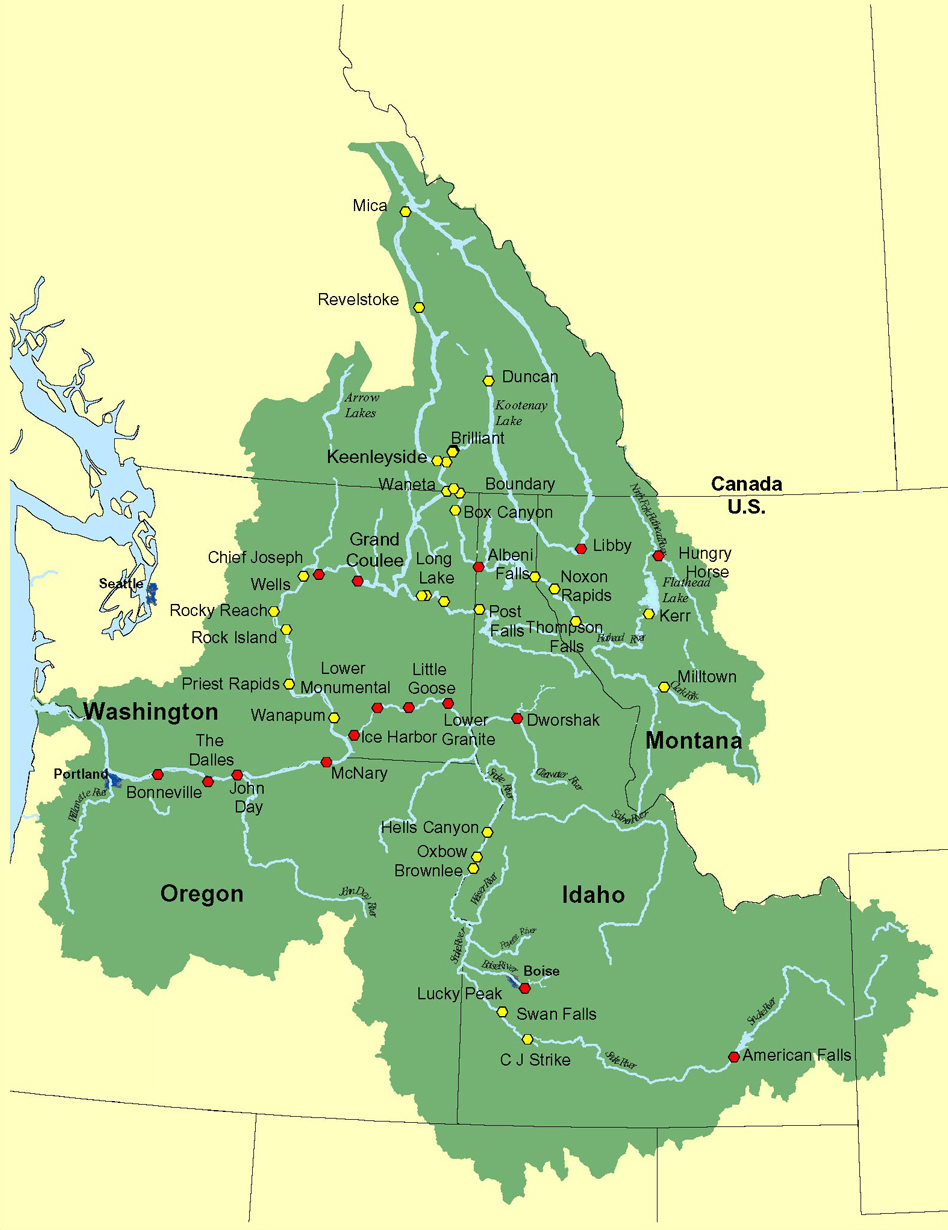
Il Columbia e i suoi affluenti con i confini degli Stati degli USA e del Canada in grigio

### Tematica

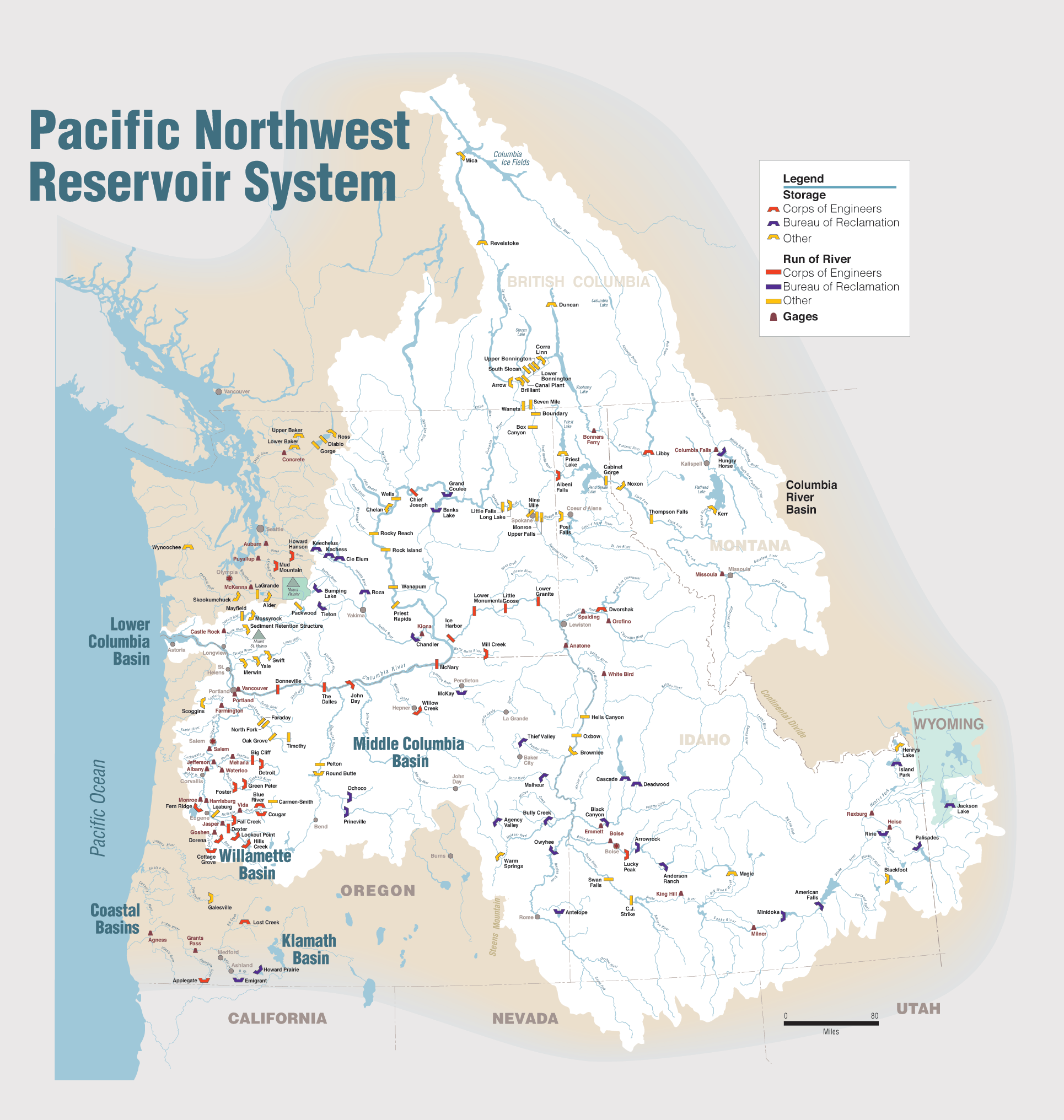
Mappa delle dighe, delle chiuse e degli estuari lungo il Columbia

### Idrografica

Mappa idrografica della costa orientale statunitense con il panorama del Pleistocene e quello odierno

## Toponimo

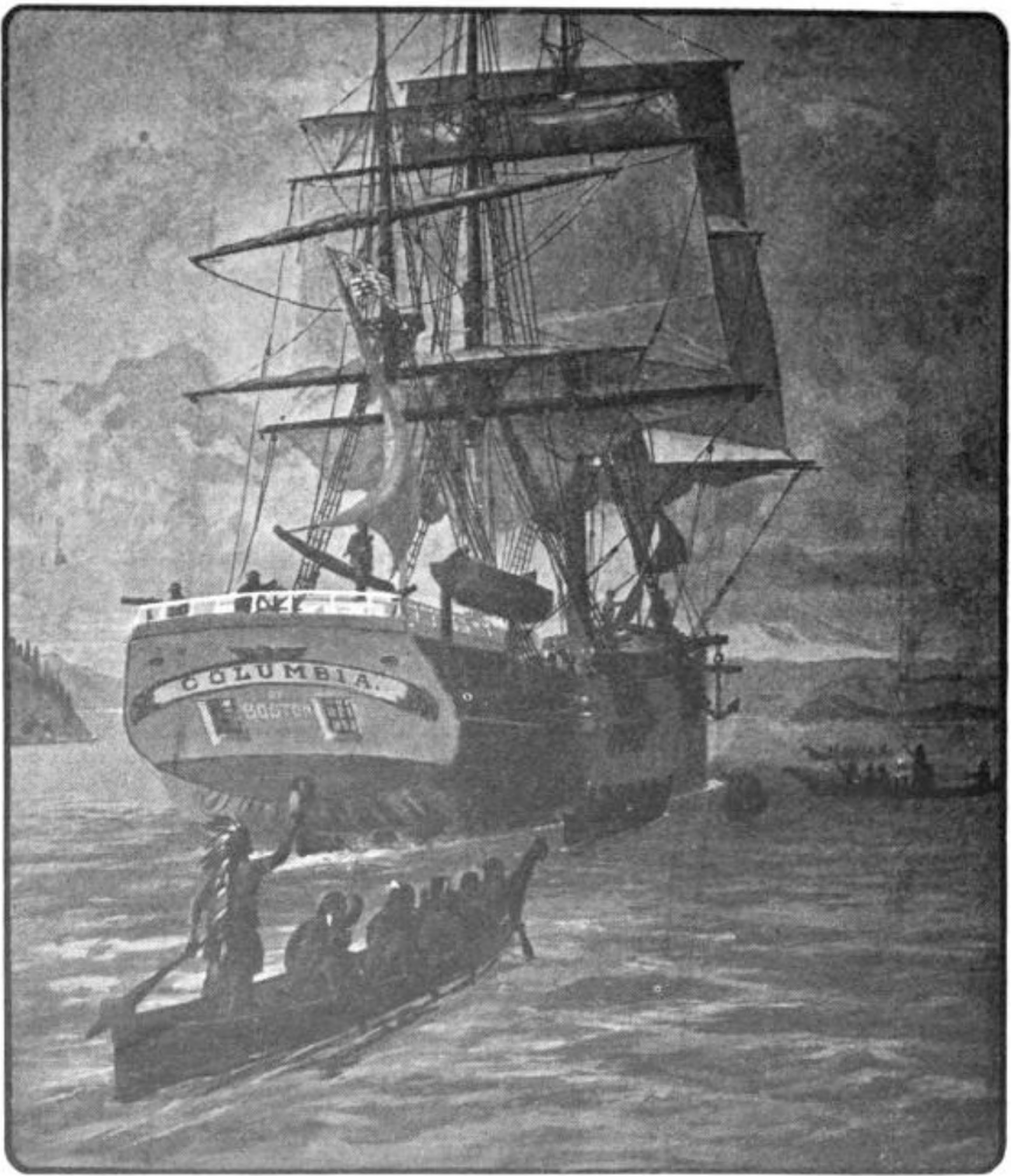
La Columbia Rediviva sul fiume Columbia, 1919

Il fiume era conosciuto tra i nativi americani come "Wimahl" nelle lingue dei Chinook che occupavano il territorio vicino alla foce del fiume, e "Nch'i-Wána" nelle lingue sahaptiane, le cui tribù, fra cui i Nasi Forati, si stanziarono lungo le rive del corso d'acqua nell'odierno Washington. Entrambi i termini hanno il medesimo significato, ovvero "grande corso" o "vasto fiume".
Robert Gray ribattezzò il fiume in onore della sua nave, lo sloop americano Columbia Rediviva gestito da commercianti di pellicce il cui equipaggio occidentale nel 1792 fu il primo a "scoprire" questo corso fluviale ed entrare nella foce del fiume dall'oceano Pacifico. L'origine del nome della nave Columbia Rediviva resta incerta: se il termine "Rediviva" andò aggiunto alla denominazione della nave durante la sua ricostruzione nel 1787, "Columbia" pareva derivare da uno dei tre santi patroni d'Irlanda, ovvero Columba di Iona. Non vi sarebbe dunque alcun legame con Cristoforo Colombo come invece nel caso della città dello Stato della Carolina del Sud o l'impersonificazione allegorica degli Stati Uniti. Il nome della nave è però all'origine dello Space Shuttle Columbia, mentre il fiume, per estensione, dà il nome a molte morfologie, specchi d'acqua e aree geografiche vicino al suo letto, compresa la provincia canadese della Columbia Britannica e al gruppo montuoso omonimo.

## Storia

### Dalla Preistoria alla stagione delle esplorazioni

#### Insediamento umano
Territorio tradizionalmente abitato dalle tribù dei nativi americani nel Washington
     Riserve indiane odierne

Territorio tradizionalmente abitato dalle tribù dei nativi americani nel Washington
Riserve indiane odierne

La presenza umana nel bacino del Columbia è attestata da almeno 12 000 o 10 000 anni, con una transizione da uno stile di vita degli amerindi nomade a uno sedentario basato principalmente sulla pesca del salmone, sulla caccia, sulla raccolta di bacche e, molto più tardi, sull'agricoltura di sussistenza. Nel 1962, gli archeologi scoprirono prove di comunità indiane vissute migliaia di anni fa a Marmes Rockshelter, una località vicina alla confluenza dei fiumi Palouse e Snake nel Washington orientale. Nel 1996, si ritrovano anche i resti scheletrici di un uomo preistorico di 9 000 anni, soprannominato poi dagli archeologi Uomo di Kennewick per via del sito in cui fu ritrovato. Questi risultati riaccesero il dibattito nella comunità scientifica sul popolamento delle Americhe.
Molte tribù di nativi americani hanno una presenza storica e continua sulle rive del fiume Columbia. I Sinixt vivevano nel corso inferiore della porzione canadese (affermando inoltre di avere dei legami con gli Okanagan), mentre i Secwepemc, i Kootenay e gli Tsuut'Ina nella parte superiore. Le tribù dei Colville, degli Spokane, dei Coeur d'Alene, degli Yakama, dei Nasi Forati, dei Cayuse, dei Palus, degli Umatilla, dei Cowlitz e quelle confederate di Warm Springs lungo la sezione statunitense. Nei dintorni del corso superiore dello Snake e del Salmon, si erano stanziati i Bannock, legati agli Scioscioni. Anche i Chinook, non riconosciuti però in futuro dal governo federale, vivevano vicino al Columbia inferiore. Il fiume era conosciuto come "Wimahl" nelle lingue chinook e "Nch'i-Wána" in lingue sahaptiane. Entrambi i termini hanno il medesimo significato: "il grande fiume" o "il vasto corso d'acqua".
I resoconti orali dei nativi americani descrivono la formazione e la distruzione del Ponte degli Dei, una striscia di terra che collegava le rive del fiume Columbia tra l'Oregon e il Washington nella gola del Columbia. Il ponte, che corrisponderebbe alle registrazioni geologiche della "frana di Bonneville", fu descritto in alcuni racconti come il risultato di una battaglia tra gli dei, impersonati dal monte Adams e dal monte Hood, nella loro competizione per il cuore di una dea, rappresentata dal monte Saint Helens. Le storie dei nativi americani intorno al ponte differiscono nei dettagli, ma generalmente concordano sul fatto che il ponte consentisse una maggiore interazione tra le tribù sui lati nord e sud del fiume.

#### Scambi culturali

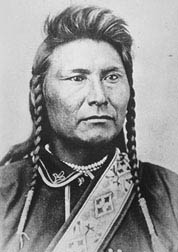
Capo Giuseppe dei Nasi Forati, 1877: a lui è intitolata una diga sul fiume

I cavalli, originariamente acquistati dalla provincia della colonia spagnola di Nuova Spagna di Santa Fe de Nuevo México, si diffusero ampiamente attraverso reti commerciali autoctone, fino a raggiungere gli Scioscioni della piana del fiume Snake nel 1700. I Nasi Forati, i Cayuse e i Piedi Neri acquisirono i loro primo cavalli intorno al 1730. Con questi cavalli emersero aspetti culturali degli Indiani delle pianure come le abilità al galoppo e l'addestramento degli equini, la mobilità notevolmente aumentata, una migliore efficienza nella caccia, il commercio a più lunga distanza, un'intensificazione delle rivalità e delle guerre, il prestigio di avere cavalli e l'ascesa di grandi e potenti confederazioni tribali. I Nasi Forati e i Cayuse cominciarono ad acquisire grandi mandrie e a compiere viaggi annuali nelle lontane Grandi Pianure per cacciare bisonti, avvicinandosi in misura significativa alla cultura degli Indiani delle pianure e diventando il canale principale attraverso il quale cavalli e questa cultura si diffuse nella regione del fiume Columbia.
I Coeur d'Alene, gli Yakama, i Palus, gli Umatilla e gli Spokane mantennero le mandrie di cavalli e adottarono alcune caratteristiche culturali degli indiani delle pianure, ma la dedizione alla pesca rimase sempre un aspetto imprescindibile nella vita quotidiana di tali popoli. I gruppi meno esposti includevano i Molala, i Klickitat, i Wenatchi, gli Okanagan e i Sinkiuse, che possedevano un ridotto numero di equini e si interessarono solo parzialmente alle comunità presenti negli odierni Stati Uniti centrali. Alcuni gruppi rimasero sostanzialmente invariati preservando le usanze tradizionali, come nel caso dei Sanpoil e dei Nespelem.

### Scoperta ed esplorazione degli europei

#### Primi contatti
Le navi perdute del Giappone o della Cina furono in grado di raggiungere la costa nord-occidentale del Nord America molto prima degli europei, forse già nel 219 a.C. Tuttavia, nessuno sa se questi approdarono o scoprirono nei pressi del fiume Columbia. Esistono buone possibilità che i naufraghi spagnoli raggiunsero la riva nel 1679 e negoziarono con i Clatsop, ma se furono i primi europei a scoprire il fiume questi non furono in grado di segnalarlo al loro paese d'origine.
Nel XVIII secolo, si ravvivò l'interesse per la scoperta del passaggio a nord-ovest che avrebbe permesso la navigazione tra l'oceano Atlantico e l'oceano Pacifico. Molte imbarcazioni nell'area, specie quelle sotto il comando spagnolo e britannico, perlustrarono la costa alla ricerca di un flusso importante che conducesse alla baia di Hudson o al fiume Missouri. Il primo caso documentato di scoperta per opera degli europei avvenne per mano di Bruno de Heceta, il quale individuò la foce del fiume nel 1775. Su consiglio dei suoi ufficiali, non lo esplorò, essendo a corto di personale e temendo la forza della corrente: poiché considerava il luogo una baia, lo chiamò Ensenada de Asunción. Mappe spagnole successive, basate sulla sua scoperta, mostravano un fiume chiamato Rio de San Roque o una foce chiamata Entrada de Hezeta. In seguito ai rapporti di Heceta, l'esploratore britannico John Meares cercò questo fiume nel 1788, ma non riuscendo a trovare un estuario o un delta concluse che questo non esistesse. Egli battezzò come capo Disappointment la posizione di un capo geografico che avrebbe dovuto ospitare il punto culminante del fiume, non rendendosi conto che il luogo segnava la riva settentrionale della foce.
I decenni successivi si contraddistinsero per controversie e alleanze volte a rivendicare il possesso della regione dopo le esplorazioni britanniche e americane. Durante una spedizione del 1792, il comandante della Royal Navy George Vancouver attraversò la foce nel mese di aprile e osservò un cambiamento nel colore dell'acqua, ma confidò sul rapporto di Meares e proseguì il suo viaggio verso nord. Più tardi, quello stesso mese, Vancouver incontrò il capitano degli Stati Uniti Robert Gray allo stretto di Juan de Fuca. Gray disse di aver visto l'ingresso del Columbia e trascorse invano nove giorni nel tentare di riuscire ad accedervi.

#### Spedizione di Gray

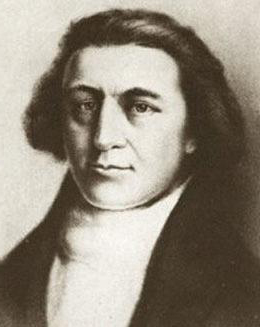
Robert Gray, il navigatore statunitense che assegnò il nome al fiume

Il 12 maggio 1792, Gray tornò a sud e attraversò il banco di sabbia del Columbia, diventando il primo esploratore occidentale ad accedere alle acque del fiume. La missione di Gray, orientata alla ricerca di pellicce da vendere, fu finanziata da mercanti di Boston che lo posero al comando di una nave privata chiamata Columbia Rediviva: fu questa nave che conferì il nome al fiume il 18 maggio 1792. Gray trascorse nove giorni a commerciare vicino alla foce del Columbia, quindi partì senza superare i 21 km di distanza dal punto finale del corso d'acqua. La località più lontana raggiunta fu la baia di Grays alla foce del fiume omonimo. La scoperta di Gray andò successivamente utilizzata dagli Stati Uniti per sostenere la loro richiesta su Oregon Country, poi rivendicata anche da Russia, Gran Bretagna, Spagna e altre potenze. Il bacino del Columbia era a quel tempo popolato, secondo le stime, da più di 100 000 nativi americani.
Nell'ottobre 1792, Vancouver inviò il tenente William Robert Broughton, il suo secondo, lungo il corso fluviale. Broughton arrivò al fiume Sandy, all'estremità occidentale della gola del Columbia, localizzata circa 160 km a monte, e scorse in lontananza il monte Hood, assegnandogli subito una sua denominazione. Broughton rivendicò ufficialmente il fiume, il suo bacino e le coste in vece del Regno di Gran Bretagna. Gray, invece, non aveva fatto alcuna richiesta ufficiale per conto degli Stati Uniti.

#### Spedizioni di Lewis, Clark e Thompson

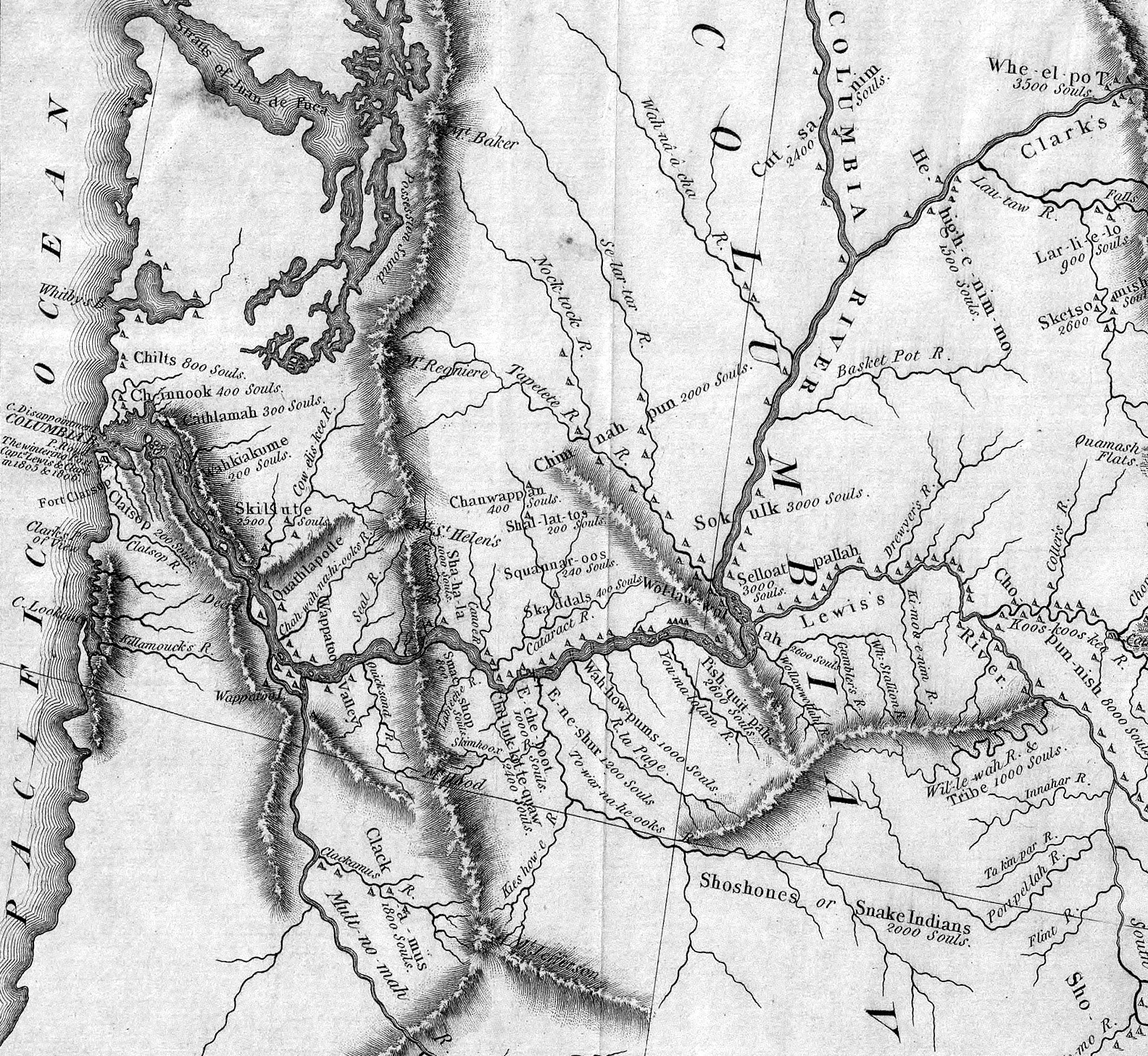
Particolare della mappa della spedizione di Lewis e Clark. Il Willamette è indicato come Multnomah, mentre lo Snake Lewis's River (Mappa completa)

Poiché il Columbia era alla stessa latitudine del Missouri superiore, inizialmente si credeva che Gray e Vancouver avessero scoperto il passaggio a nord-ovest: per questo motivo, si comprende come una mappa del 1798 mostrasse persino una linea tratteggiata che congiungeva il Columbia al Missouri. Tuttavia, quando gli esploratori americani Meriwether Lewis e William Clark mapparono le vaste terre sconosciute dell'Ovest americano nella loro spedizione via terra tra il 1803 e il 1805, non trovarono alcun passaggio tra i ruscelli. Organizzata dopo l'acquisto della Louisiana dalla Francia sotto il governo di Thomas Jefferson, questa spedizione spinse Lewis e Clark attraverso le Montagne Rocciose e li vide costruire canoe e pagaiare lo Snake per raggiungere il Columbia vicino all'attuale gruppo delle "Tri-Cities" nel Washington. Il gruppo si spinse pochi chilometri a monte fino all'isola di Bateman prima di discendere il corso del Columbia, concludendo il loro viaggio alla foce del fiume e creando Fort Clatsop, un accampamento allestito e durato per meno di tre mesi.
L'esploratore canadese David Thompson della Compagnia del Nord-Ovest trascorse l'inverno del 1807-1808 alla Kootanae House vicino alla sorgente del fiume Columbia e non distante dall'attuale città di Invermere nella Columbia Britannica. Negli anni successivi si fece strada percorrendo gran parte del torrente e dei suoi affluenti settentrionali. Nel 1811 seguì il fiume Columbia fino all'Oceano Pacifico, arrivando alla foce subito dopo che la Pacific Fur Company di John Jacob Astor I aveva fondato Astoria. Tornato a nord, Thompson esplorò la parte restante del fiume, diventando il primo occidentale a compiere l'intero tracciato che compie il corso d'acqua.

### Epoca contemporanea

#### Relazioni tra amerindi e occidentali
I nativi americani della regione incontrarono gli occidentali in diverse occasioni durante il XVIII e il XIX secolo: le navi europee e americane esplorarono la regione costiera intorno alla foce del fiume alla fine del XVIII secolo, intrattenendo sovente rapporti commerciali con i nativi locali. Il contatto si rivelò poi catastrofico per le tribù dei pellerossa, poiché gran parte della loro popolazione andò decimata da un'epidemia di vaiolo. L'esploratore canadese Alexander Mackenzie attraversò quello che oggi è l'interno della Columbia Britannica nel 1793. Nel 1805-1807, la spedizione di Lewis e Clark accedette all'Oregon Country lungo i fiumi Clearwater e Snake e si interfacciò con tante piccole comunità indigene. I giornali menzionavano di commercianti ben disposti che però non erano riluttanti a rubare piccoli oggetti ai visitatori; dei bollitori di ottone, un fucile britannico e altri oggetti finirono grazie a questi scambi in mano alle tribù costiere. Fin dai primi contatti con gli occidentali, gli indigeni del medio e basso corso del fiume non sembravano organizzati in tribù, ma erano piuttosto raggruppati in unità sociali di al massimo un villaggio o, più spesso, a livello di nuclei familiari che si spostavano stagionalmente per la pesca del salmone. Ciò non precluse la descrizione durante la spedizione di Lewis e Clark nel 1805 di una casa lunga che ospitava fino a 500 persone e apparteneva a un villaggio solo nella valle del Columbia.
A seguito del massacro di Whitman del 1848, in occasione del quale perirono 13 persone, si verificò una serie di pesanti combattimenti tra i coloni americani e i nativi della regione. Le successive guerre indiane, in particolare la guerra Yakima, decimarono la popolazione indigena e sottrassero gran parte della terra al controllo. Nel corso degli anni, il diritto di pesca lungo il fiume Columbia divenne il punto centrale di contesa tra nativi, stati, pescatori commerciali e proprietari terrieri privati. La Corte Suprema degli Stati Uniti confermò i diritti di pesca in casi storici nel 1905 e 1918 e, successivamente, nel corso del processo United States v. Oregon (Sohappy v. Smith) nel 1969 e United States v. Washington (Decisione Boldt) nel 1974.

#### Contese territoriali
La York Factory Express, che collegava York Factory, sulla baia di Hudson (oggi nella regione di Manitoba, a Fort Vancouver
     La Pista dell'Oregon, la cui sezione finale corre lungo il fiume Columbia
     spartiacque continentale delle Americhe

Mappa che illustra la disputa sul confine dell'Oregon con l'Oregon Country da una parte (USA) e il Distretto di Columbia (Regno Unito di Gran Bretagna e Irlanda) dall'altro:
La York Factory Express, che collegava York Factory, sulla baia di Hudson (oggi nella regione di Manitoba, a Fort Vancouver
La Pista dell'Oregon, la cui sezione finale corre lungo il fiume Columbia
spartiacque continentale delle Americhe

Nel 1825, la Compagnia della Baia di Hudson allestì Fort Vancouver sulla riva del Columbia, nell'odierna Vancouver, come sede della società nel distretto canadese di Columbia della società, il quale comprendeva tutte le Montagne Rocciose occidentali. Jean Baptiste McLoughlin, un medico, andò nominato governatore della suddivisione amministrativa. L'azienda successivamente riorientò le sue attività dal distretto all'Oceano Pacifico seguendo il fiume, il quale divenne la principale via di viaggio nella regione. All'inizio degli anni 1840, gli americani iniziarono a colonizzare il territorio dell'Oregon attraverso la pista dell'Oregon, nonostante gli sforzi della Compagnia della Baia di Hudson per scoraggiare la colonizzazione americana nella regione. Per molti, l'ultima tappa del viaggio riguardava la traversata del basso Columbia fino a Fort Vancouver. Questa sezione della pista dell'Oregon, da The Dalles a Fort Vancouver, appariva la più difficile del percorso, tanto da aver portato alla costruzione nel 1846 della Barlow Road.
Nel trattato del 1818, gli Stati Uniti e la Gran Bretagna convennero che entrambe avrebbero goduto di pari diritti nella Oregon Country per un decennio. Nel 1828, la cosiddetta "occupazione congiunta" fu rinnovata a tempo indeterminato e sembrava probabile che il basso Columbia sarebbe poi stato convertito in un confine. Per anni, la Compagnia della Baia di Hudson riuscì a mantenere il controllo del corso, mentre gli americani che tentavano di insediarsi stabilmente venivano allontanati. Negli anni 1830, tuttavia, furono avviate delle missioni religiose statunitensi in diverse località nella regione inferiore del fiume Columbia e, nel 1840, una massiccia migrazione di coloni minò il controllo britannico. La Compagnia della Baia di Hudson cercò di mantenere la sua posizione dominante abbandonando gradualmente il commercio delle pellicce, in rapido declino, e passando all'esportazione di altri prodotti come la vendita di salmone e di legname. Tutti i progetti di colonizzazione nell'area fallirono, ma alcuni scelsero comunque di stanziarsi a sud del Columbia, principalmente nella valle di Willamette. La Compagnia della Baia di Hudson cercò di costituire insediamenti a nord del fiume, malgrado quasi tutti i coloni britannici si trasferirono a sud lasciando alla stragrande maggioranza dei coloni statunitensi la possibilità di spostarsi più a settentrione. Un simile processo di cambiamento demografico riaccese la questione dell'"occupazione congiunta" e la disputa sul confine. Mentre alcune frange britanniche, rappresentate in particolare dalla Compagnia della Baia di Hudson, si battevano per un confine lungo il fiume Columbia, il Trattato dell'Oregon del 1846 fissava il limite al 49º parallelo Nord: il fiume finì dunque per fungere da demarcazione tra il Territorio dell'Oregon e di Washington. Da entrambi i lati, britannico e statunitense, l'arrivo di nuovi migranti proseguì con una discreta costanza e subì un'impennata nell'ambito della corsa all'oro. L'Oregon alla fine divenne uno stato federato nel 1859 e il Washington nel 1889, con il fiume Columbia inferiore che rimase la loro delimitazione.

#### Inizio Novecento

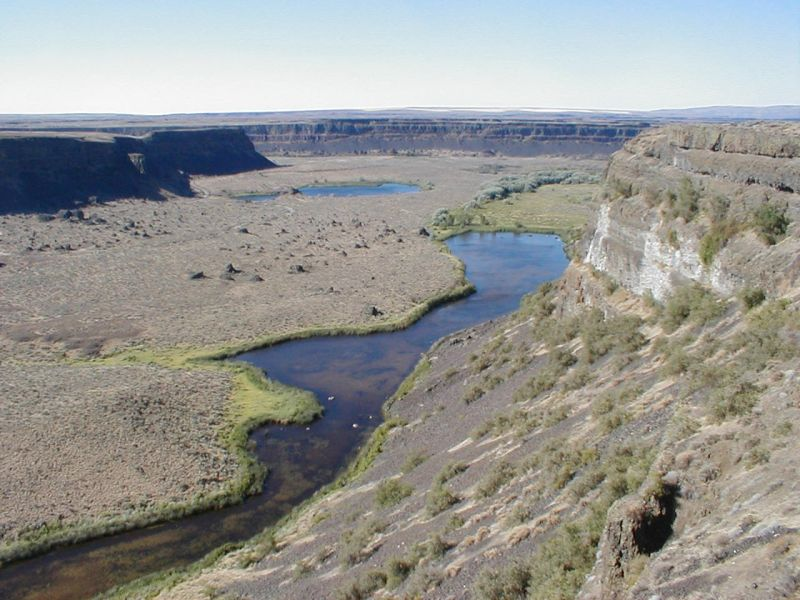
La Grand Coulee, parte del vecchio letto del fiume, vista da Dry Falls

All'inizio del Novecento, la difficoltà di navigazione divenne un intoppo allo sviluppo economico della regione dell’Inland Empire, la regione delle Cascate. Il dragaggio e la costruzione della diga che ne seguirono alterarono permanentemente il fiume interrompendone il suo flusso naturale: d'altro canto risultò possibile la fornitura di elettricità e di acqua per l'irrigazione, la deviazione di corsi in aree più asciutte e altri benefici per la regione.

#### Importanza della pesca per i nativi americani

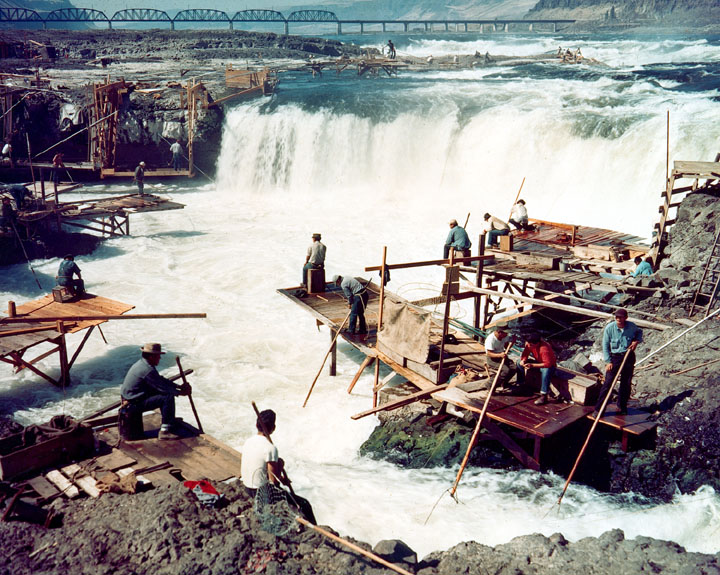
Pesca del salmone presso le cascate di Celilo, 1957

Le risorse del fiume e dei suoi affluenti erano fondamentali nella cultura degli amerindi: la pesca assumeva un ruolo centrale sia per la sussistenza sia perché facente parte delle loro credenze religiose. Gli indigeni pescavano in diversi siti che finivano per diventare con una discreta costanza degli autentici trading post. Le cascate di Celilo, situate ad est della moderna città di The Dalles, funsero da crocevia vitale per gli scambi e l'interazione di diversi gruppi culturali nativi americani per migliaia di anni. Prima del contatto con l'Occidente, la popolazione di alcuni villaggi lungo quest'area di 14 km raggiunse i 10 000 abitanti. Il sito attrasse occasionalmente commercianti fin dalle lontane Grandi Pianure anche per via di punti di riferimento quali le rapide delle Cascate nella gola del Columbia, le rapide di Priest e le cascate di Kettle. Proprio in quest'ultimo punto sono state rintracciate prove di avvenuta pesca già 9000 anni fa.
In epoca preistorica, si stimava che il salmone e la trota iridea avessero una media annua di esemplari compresa tra i 10 e i 16 milioni di individui. A titolo di confronto, la stima maggiore riportata da quando esse avvengono con strumenti moderni, ovvero dal 1938, risaliva al 1986, con 3,2 milioni di specie ittiche rilevate. Il più importante sito di pesca dei nativi americani nella regione si trovava presso le cascate di Celilo, che potrebbero essere state la zona interna più pescosa del Nord America. Le cascate si trovavano al confine tra le terre abitate dai popoli delle lingue chinook e sahaptiane e tale luogo risultò il centro di una vasta rete di commerci attraverso l'altopiano del Pacifico. Secondo alcuni studiosi, le cascate di Celilo ospitavano la più antica comunità abitata stabile del continente nordamericano.
I conservifici di salmone istituiti dai coloni bianchi iniziarono la produzione nel 1867 ed ebbero un impatto fortemente negativo sulla popolazione di salmoni: già nel 1908 il presidente degli Stati Uniti Theodore Roosevelt osservò che le migrazioni di salmone erano solo un piccolo residuo rispetto a venticinque anni fa. Eppure, ancora negli anni '30, gli indigeni riuscivano a vivere lungo il fiume e pescavano tutto l'anno, muovendosi secondo le migrazioni dei pesci nel corso delle stagioni.
Come risultato del continuo sviluppo del fiume nel XX secolo, ciascuno di questi importanti siti di pesca fu assorbito da un lago generato da dighe, a partire dalle rapide delle Cascate nel 1938. Lo sviluppo fu accompagnato da lunghe trattative tra nativi e agenzie governative statunitensi: le Tribù Confederate di Warm Springs adottarono una costituzione e si unirono anziché vivere in luoghi separati dopo che la diga di Bonneville fu completata nel 1938 e le rapide delle Cascate si essiccarono. Gli Yakama, invece, furono più lenti in tale processo, organizzando un proprio governo ufficiale nel 1944. Oggi, le tribù Yakama, Nez Perce, Umatilla e Warm Springs vantano tutte il diritto di pesca lungo il Columbia e i suoi affluenti.
Nel 1957, le cascate di Celilo furono sommerse dalla costruzione della diga di The Dalles e la comunità di pescatori nativa fu trasferita. Le tribù colpite ricevettero 26,8 milioni di dollari a mo' di risarcimento per la perdita di questo sito e di altri siti di pesca sommersi da questa diga. Le Tribù Confederate di Warm Springs utilizzarono i loro quattro milioni di dollari raccolti per stabilire l'area turistica di Kah-Nee-Ta a sud del monte Hood.
Nel 2014, quando fu fermato lo stoccaggio di nuove scorie nucleari ad Hanford, i nativi americani della nazione degli Yakama si dichiararono estremamente contenti di tale soluzione. Un anziano della tribù affermò infatti nel corso di un'intervista: "Non abbiamo potuto fare i bagagli ed emigrare perché questa è la nostra casa [con riferimento al fiume Columbia]".

## Idrologia

### Portata e regime

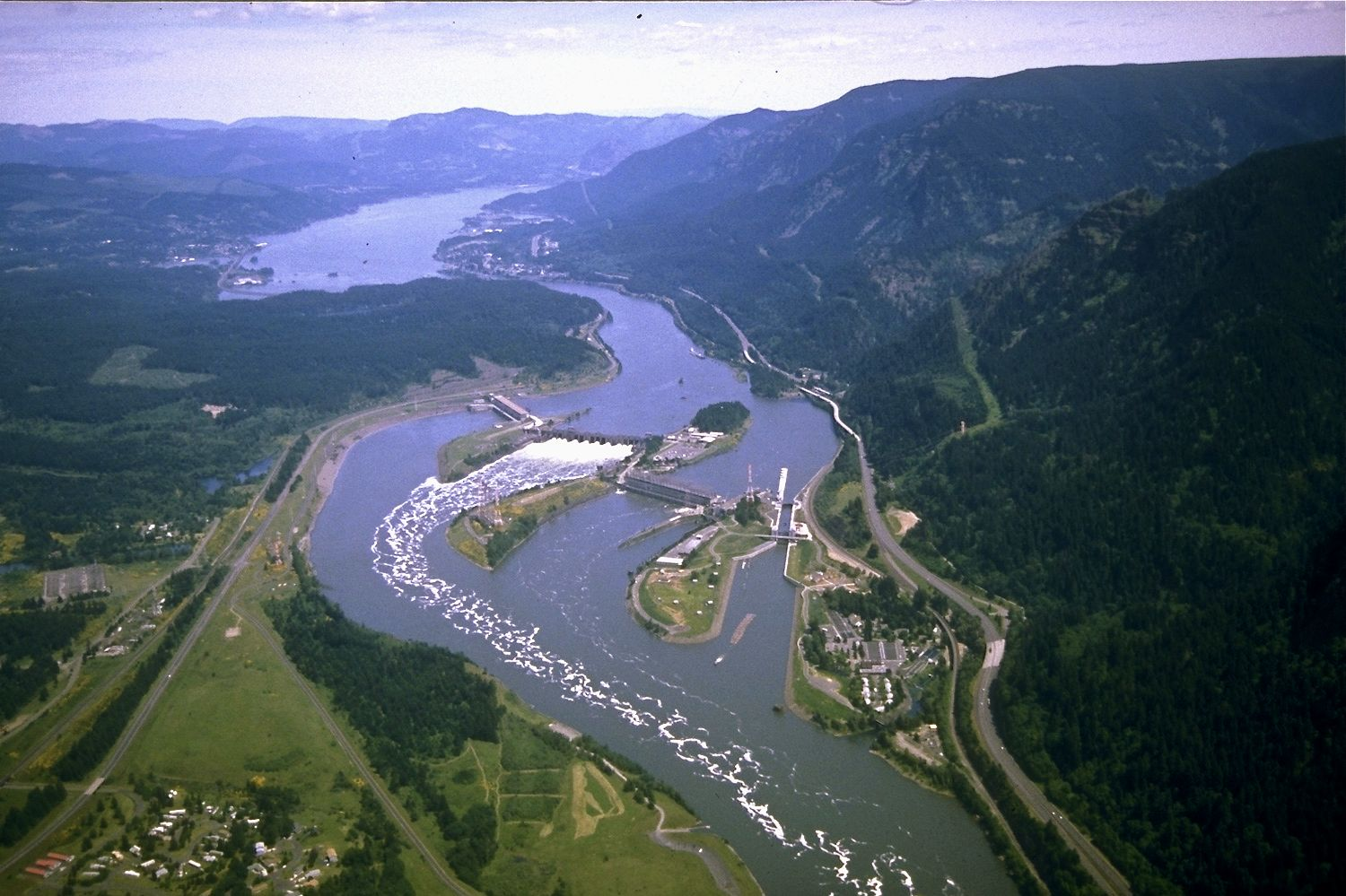
La diga di Bonneville

Con una portata regolare alla foce di 7 500 m³/s, il fiume Columbia è il maggiore per volume a sfociare nell'oceano Pacifico in Nord America e il quarto per volume degli USA. Il flusso medio al confine di Stato risulta pari a 2 800 m³/s per un bacino vasto a quel punto 103 000 km². Il flusso più elevato misurato è stato rilevato prima che le dighe fossero costruite sul posto a The Dalles, nel giugno 1894, ed era di 35 000 m³/s. Il dato più basso mai misurato nella stessa città, in data 16 aprile 1968, era pari a 340 m³/s e si dovette al primo argine della diga di John Day presente 45 km a monte. The Dalles si trova a circa 310 km dalla foce e il bacino in quel momento del suo corso raggruppa circa 610 000 km², ovvero circa il 91% della superficie del bacino totale. Il corso del Columbia è condizionato dalle numerose dighe a monte, dalle numerose deviazioni destinate all'irrigazione agricola e, nei tratti inferiori, dalla marea dell'oceano Pacifico. Il National Weather Service pubblica le previsioni di marea per otto località lungo il fiume tra Astoria e la diga di Bonneville, dopo Portland.
I dati prima esposti e la forte pendenza su una distanza relativamente breve spiegano il gigantesco potenziale di produzione idroelettrica, il cui sviluppo espone a peggior sorte i salmonidi e altri pesci migratori. Primo fiume del Nord America per la produzione di energia elettrica, fornisce più del 40% del potenziale nazionale.
Il regime fluviale del Columbia appare quello nivale, caratterizzato da un'unica significativa alternanza annuale di alta e bassa marea, alimentata da precipitazioni sotto forma di neve nelle zone d'alta quota. Lo scioglimento dell'acqua allo stato solido nei mesi di maggio, giugno e luglio rappresenta invero il 60% del deflusso naturale del bacino. Tuttavia, ad ovest della catena delle Cascate, il regime è piuttosto pluviale, senza neve ma con precipitazioni provenienti dovute a perturbazioni oceaniche.

### Principali affluenti

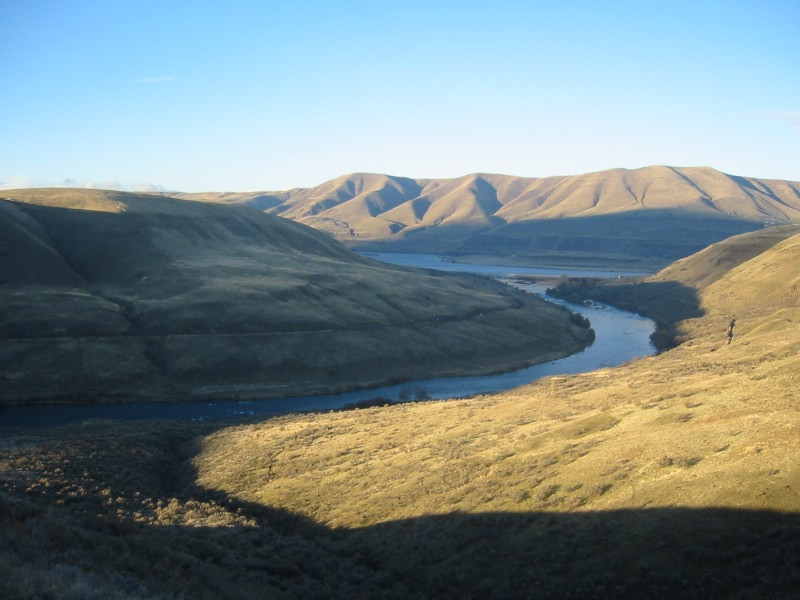
Il Deschutes alla confluenza con il Columbia

Il Columbia ha più di sessanta affluenti di un certo rilievo: i quattro principali a sfociare direttamente nel Columbia (misurati con riferimento al modulo e dalla dimensione del bacino) sono lo Snake, il quale scorre principalmente in Idaho, il Willamette, nel nord-ovest dell'Oregon, il Kootenay, che attraversa perlopiù la Columbia Britannica, e il Pend d'Oreille, il quale percorre il nord del Washington e l'Idaho). Ciascuno di questi quattro corsi ha una media di più di 570 m³/s e ricopre una superficie superiore a 52 000 km² (per fare un paragone, di poco inferiore a quella dell'intera Croazia).
Lo Snake è di gran lunga il maggiore affluente: il suo bacino idrico, pari a 280 000 km², è più grosso dello stato sopraccitato in cui scorre, l'Idaho. Il suo modulo è quasi uguale (circa 46,5%) a quello del Columbia alla loro confluenza: tuttavia, lo Snake arriva al momento del crocevia dopo aver percorso maggiori chilometri (113%) e con un bacino idrografico più esteso (104%). Entrambi condividono una distanza dall'oceano notevole se si guarda al punto in cui ha sede la loro sorgente, con quella dello Snake pari addirittura a circa 2 290 km di distanza dal Pacifico.
Il Pend d'Oreille e i suoi principali affluenti, il Clark Fork e il Flathead, sono di dimensione simile quando incontrano il Columbia alla loro confluenza. Rispetto a quest'ultimo punto geografico, il totale del Pend d'Oreille, del Clark Fork e del Flathead è quasi altrettanto lungo rispetto al totale raggiunto dal Columbia (circa l'86%), mentre il bacino è di circa tre quarti di dimensione (76%) e il flusso di un terzo (37%).
| Nome           | Modulo (m³/s) | Lunghezza (km) | Bacino (km²) | Profondità di deflusso (mm/anno) |
| -------------- | ------------- | -------------- | ------------ | -------------------------------- |
| Snake          | 1 610         | 1 674          | 278 400      | 182                              |
| Willamette     | 1 060         | 301            | 29 680       | 1 073                            |
| Kootenay       | 868           | 781            | 50 300       | 543                              |
| Pend d'Oreille | 748           | 209            | 66 800       | 353                              |
| Cowlitz        | 259           | 170            | 6 700        | 1 228                            |
| Spokane        | 224           | 179            | 17 300       | 410                              |
| Lewis          | 173           | 153            | 2 710        | 1 582                            |
| Deschutes      | 166           | 406            | 27 700       | 193                              |
| Yakima         | 100           | 344            | 15 900       | 198                              |
| Wenatchee      | 87            | 85             | 3 500        | 820                              |
| Okanagan       | 86            | 185            | 21 600       | 125                              |
| Kettle         | 83            | 282            | 10 880       | 985                              |
| Sandy          | 64            | 90             | 1 316        | 1 533                            |
| John Day       | 58            | 452            | 20 750       | non misurato                     |

## Ambiente naturale

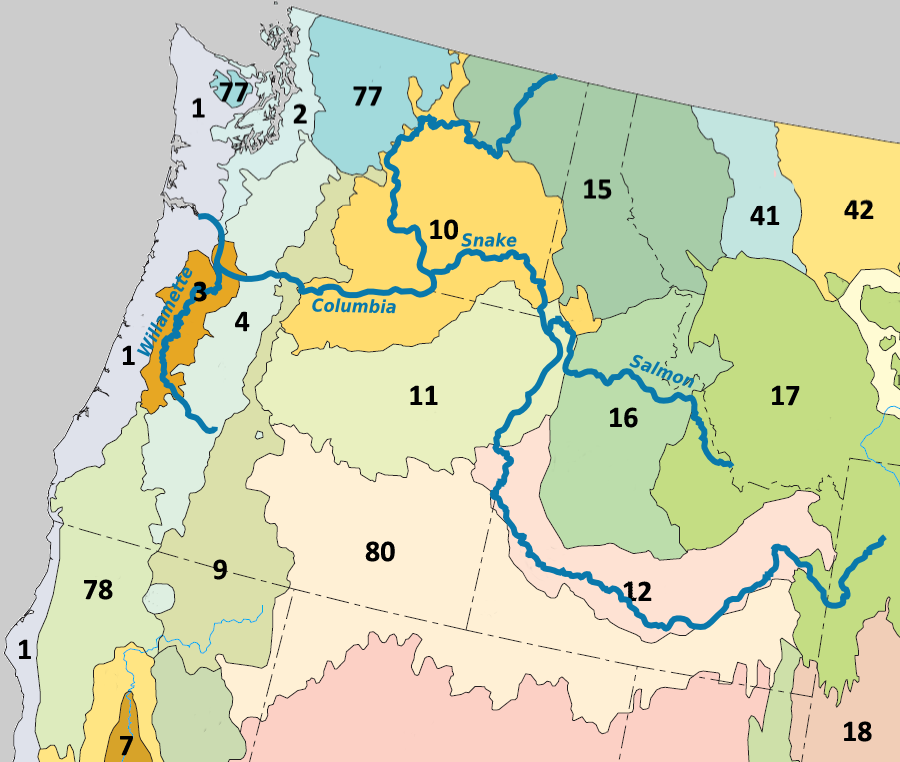
Ecoregioni di livello III negli Stati Uniti nordoccidentali secondo l'Agenzia statunitense per la protezione dell'ambiente

Il bacino del fiume ospita almeno parzialmente il territorio di molti parchi nazionali degli Stati Uniti d'America, tra cui quello del Grand Teton, di Yellowstone, dei ghiacciai, del Monte Rainier e delle North Cascades. In Canada, il bacino comprende le aree protette di Kootenay, Yoho, di Glacier e del monte Revelstoke. La gola del Columbia e il canyon Hells, il più profondo del Nord America, sono incluse nel bacino.
La vegetazione presente nel bacino del Columbia è molto varia e ospita specie che si alternano dalla tsuga occidentale (Tsuga heterophylla) alla tuia plicata (Thuja plicata) nelle regioni umide, mentre in quelle aride a predominare tra le tante varietà sono arbusti quali l'artemisia tridentata. Il bacino fornisce l'habitat per 609 specie selvatiche conosciute, tra cui si annoverano l'aquila di mare testabianca (Haliaeetus leucocephalus), il lupo grigio (Canis lupus), l'orso grizzly (Ursus arctos horribilis), la lince canadese (Lynx canadensis), la sterna maggiore (Hydroprogne caspia), lo scoiattolo terricolo del Columbia (Urocitellus columbianus), la "lumaca banana" (Ariolimax columbianus), il wapiti (Cervus elaphus canadensis) o il cervo dalla coda bianca colombiano (Odocoileus virginianus leucurus). Tra gli esemplari endemici del bacino figura la Petrophyton cinerascens, una pianta della famiglia delle Rosaceae. Il fiume e i suoi affluenti accolgono tra le specie ittiche il salmone argentato (Oncorhynchus kisutch), il salmone rosso (Oncorhynchus nerka), il salmone reale (Oncorhynchus tshawytscha), il salmone keta (Oncorhynchus keta), ma anche la trota iridea (Oncorhynchus mykiss), lo storione bianco (Acipenser transmontanus), la trota toro (Salvelinus confluentus) e il prosopio di Williamson (Prosopium williamsoni).
Il WWF divide le acque del fiume Columbia e dei suoi affluenti in tre ecoregione di acqua dolce, denominandole Columbia Glaciated, Snake-Columbia shrub steppe e Columbia Unglaciated. La prima costituisce circa un terzo del bacino totale ed è situata a nord: durante il Pleistocene vedeva la presenza di numerosi ghiacciai. L'ecoregione comprende il letto principale del fiume Columbia a nord della sua confluenza con lo Snake e comprende affluenti come lo Yakima, l'Okanagan, il Pend d'Oreille, il Clark Fork e il Kootenay. Gli effetti della glaciazione includono un notevole numero di grandi laghi e una relativamente scarsa diversità di pesci d'acqua dolce. L'ecoregione detta Snake-Columbia shrub steppe è definita come quella del pendio del fiume Snake sopra le cascate di Shoshone e blocca completamente la migrazione dei pesci. Esistono quattordici varietà ittiche in tale regione, molte delle quali endemiche. L'ecoregione detta Columbia Unglaciated costituisce il resto del bacino: esso comprende il corso principale del Columbia dopo la sua confluenza con lo Snake e i suoi affluenti come il Salmon, il John Day e il Deschutes. Tra le tre ecoregioni, quest'ultima è la più ricca in termini di diversità di specie d'acqua dolce, con 35 varietà di pesci di cui quattro endemiche. Non mancano inoltre molluschi che non si trovano in nessun'altra zona del mondo.
Il bacino del Columbia comprende anche diverse aree forestali quali quella di Willamette e quella di Puget.
Secondo l'Agenzia statunitense per la protezione dell'ambiente, le principali ecoregioni di livello III nel bacino del Columbia negli Stati Uniti sono chiamate da nord a sud: Coast Range (1), caratterizzata da foreste marittime, Cascades (4) con montagne e valli vulcaniche, il Columbia Plateau (10), prevalentemente arido, e le Northern Rockies (15), la cui altezza delle montagne appare significativa.

### Migrazione dei pesci

Mappa topografica del bacino del Columbia, con le zone di accessibilità e inaccessibilità storiche (cascate) e moderne (dighe) del salmone e della trota iridea

Il Columbia contiene diverse specie di pesci migratori tra l'Oceano Pacifico e gli affluenti d'acqua dolce del fiume. Il salmone argentato (Oncorhynchus kisutch), il salmone reale (Oncorhynchus tshawytscha), la trota iridea e i salmoni del genere Oncorhynchus migrano dall'oceano risalendo i fiumi a la fine del loro ciclo di vita per riprodursi. Lo storione bianco (Acipenser transmontanus), che aspetta dai quindici ai venticinque anni per riprodursi, tipicamente migra tra oceano e corsi d'acqua diverse volte durante la sua vita.
Le comunità di salmone sono diminuite drasticamente dopo la creazione dei conservifici nel 1867. Già nel 1908 si diffusero vari timori per il calo del numero di salmoni e storioni: sempre nello stesso anno, in Oregon si approvarono due leggi federali che limitavano la pesca sul fiume Columbia e in altri corsi d'acqua nell'ambito di un programma recentemente istituito che offriva opportunità per iniziative proposte dai cittadini. Diverso tempo dopo, nel 1948, un'altra provvedimento vietò l'uso delle reti a circuizione.
Le dighe bloccano la migrazione dei pesci interrompendo il ciclo riproduttivo e causando la morte di intere comunità di salmone: per porre un freno a tale moria, alcune dighe sul Columbia e sullo Snake hanno visto la realizzazione di passaggi per pesci efficaci a vari livelli nel consentirgli di viaggiare a monte. Un altro problema riguarda i giovani esemplari che vanno in mare: questo spostamento durava in passato dalle due alle tre settimane, ma con le correnti dei fiumi rallentate da ostacoli e una serie di corsi d'acqua a flusso lento il viaggio può richiedere diversi mesi, circostanza che aumenta il tasso di mortalità. In alcuni casi, il Corpo degli ingegneri dell'esercito statunitense trasporta gli esemplari appena nati a valle su camion o a bordo di chiatte. Lo diga di Chef Joseph e diverse barriere sugli affluenti del Columbia ostacolano completamente la migrazione, tanto da impedire la presenza di qualsiasi vivente ittico oltre quei punti. Gli storioni hanno abitudini migratorie diverse e possono sopravvivere senza nemmeno spingersi in mare. In molte regioni a monte tagliate fuori dall'oceano dalle barriere, gli storioni vivono semplicemente a monte della diga.
Tutti i pesci hanno in generale patito i cambiamenti causati dall'uomo ad eccezione del Ptychocheilus oregonensis, il quale prospera nell'acqua più calda e più lenta creata dalle dighe. Uno studio a metà degli anni '80 ha scoperto che i giovani salmoni soffrono molto la predazione da parte delle specie alloctone e, nel 1990, nell'interesse della protezione della specie, è stato istituito un programma di premi per i pescatori che riescono a catturare quelli non nativi.

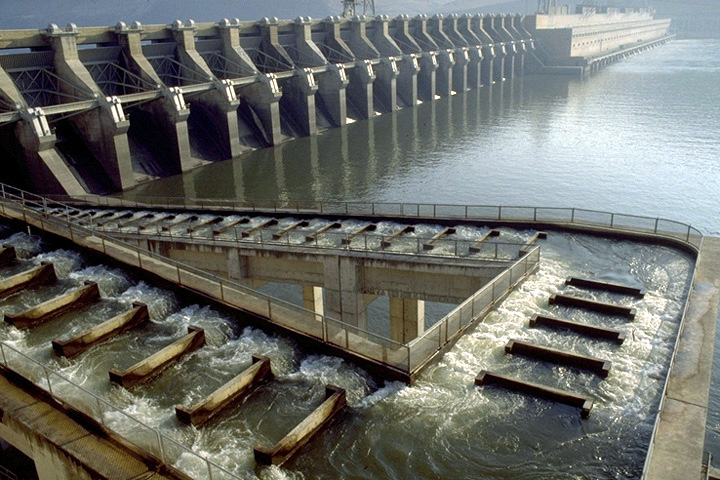
Passaggio per pesci presso la diga John Day. La barriera e il conseguente impedimento causato alla riproduzione dei salmonidi locali si sono rivelati particolarmente nocivi per gli animali

Nel 1994, la pesca del salmone appariva inferiore rispetto al solito nei fiumi dell'Oregon, del Washington e della Columbia Britannica: quest'evento destò preoccupazione delle aziende dedite alla lavorazione del pesce, delle agenzie governative e dei capotribù delle riserve. L'intervento del governo degli Stati Uniti, a cui si opposero gli stati dell'Alaska, dell'Idaho e dell'Oregon, includeva la chiusura di undici giorni di un'attività di pesca in Alaska. Nell'aprile 1994, il Consiglio di gestione della pesca del Pacifico approvò all'unanimità i regolamenti più severi degli ultimi diciotto anni, i quali vietavano la pesca commerciale del salmone nel parco statale di Oswald West fino alla frontiera canadese. Nell'inverno del 1994, il ritorno del salmone argento superò le aspettative, facendo pensare che in parte il risultato fosse attribuito al divieto di pesca.
Sempre nel 1994, il Segretario degli Interni degli Stati Uniti d'America Bruce Babbitt propose per la prima volta la soppressione di diverse dighe nella regione del Nord-ovest Pacifico a causa del loro impatto sulla specie ittica. Il Northwest Power Planning Council approvò un piano per fornire più acqua per i pesci e meno elettricità, irrigazione e trasporti. Negli anni successivi, frange ambientaliste si dichiararono a favore della rimozione di alcune dighe nel bacino fluviale. Delle 227 grandi dighe presenti, le quattro nel Washington sullo Snake inferiore erano spesso indicate come una priorità per la rimozione, in particolare in una causa in corso su un piano dell'amministrazione Bush per il ripristino delle comunità di salmoni. Dighe e serbatoi attualmente limitano il ritorno del salmone a monte dei fiumi Salmon (l'origine del toponimo è tra l'altro agevolmente comprensibile) e Clearwater, entrambi in Idaho. Storicamente, lo Snake vedeva oltre 1,5 milioni esemplari di salmone reale in primavera e in estate, un numero sceso a diverse migliaia negli ultimi anni. Le dighe del canyon Hells gestite dalla Idaho Power Company non hanno passaggi per i pesci, ragion per cui non risulta possibile per gli animali spingersi più vicino alla sorgente. Nel 2007, ebbe luogo la prima rimozione di una diga situata sul sistema fluviale, ovvero la Marmot sul Sandy. Di lì a poco, seguì la stessa sorte la diga di Milltown sul Clark Fork. Nel 2021, la medesima proposta di abbattimento è stata presentata dal deputato repubblicano Mike Simpson con riferimento a quattro barriere presenti sullo Snake.
La regione del Nord-ovest Pacifico è conosciuta in Nord America per le operazioni di ripristino di antichi ecosistemi anche attraverso il posizionamento di alberi morti lungo il corso delle acque. Sono stati sviluppati anche ampi programmi di incubazione dei salmonidi e percorsi volti a ripristinare le condizioni di crescita degli avannotti alla testa del bacino. In effetti, i giovani salmoni nascono normalmente in un ambiente in cui centinaia di migliaia dei loro genitori sono venuti a morire anche nelle zone bloccate da tronchi.

## Impatto antropico

### Demografia locale
Parchi nazionali
     Monumenti nazionali
     Aree ricreative
     Foreste nazionali
     Riserve indiane
     Conurbazioni

Mappa tematica del Washington. I corsi d'acqua sono indicati in blu:
Parchi nazionali
Monumenti nazionali
Aree ricreative
Foreste nazionali
Riserve indiane
Conurbazioni

Nel 2000, circa sei milioni di persone vivevano nell'areale del bacino del Columbia. Di quel totale, circa 2,4 milioni di persone vivevano in Oregon, 1,7 milioni nel Washington, un milione nell'Idaho, mezzo milione nella Columbia Britannica e 0,4 milioni nel Montana. La popolazione della regione è in aumento da diversi decenni e si prevede che raggiungerà i 10 milioni entro il 2030. Le densità di popolazione più elevate nel bacino si trovano a ovest della catena delle Cascate lungo l'Interstate 5, in particolare nell'area urbana di Portland e Vancouver. Delle conurbazioni molto estese si rintracciano anche presso Spokane e Boise.
Sebbene gran parte del bacino sia rurale e scarsamente popolato, le zone interessanti dal punto di vista ambientale o ricreativo sono in rapida crescita. La contea di Deschutes in Oregon sta assistendo al maggiore aumento demografico dello stato intero, con un particolare aumento a est della catena delle Cascade nel centro del Washington intorno a Yakima e alle Tri-Cities (Kennewick, Pasco e Richland). Anche la porzione canadese del bacino di Okanagan sta sperimentando una fase di rapida crescita a livello demografico.

### Navigazione

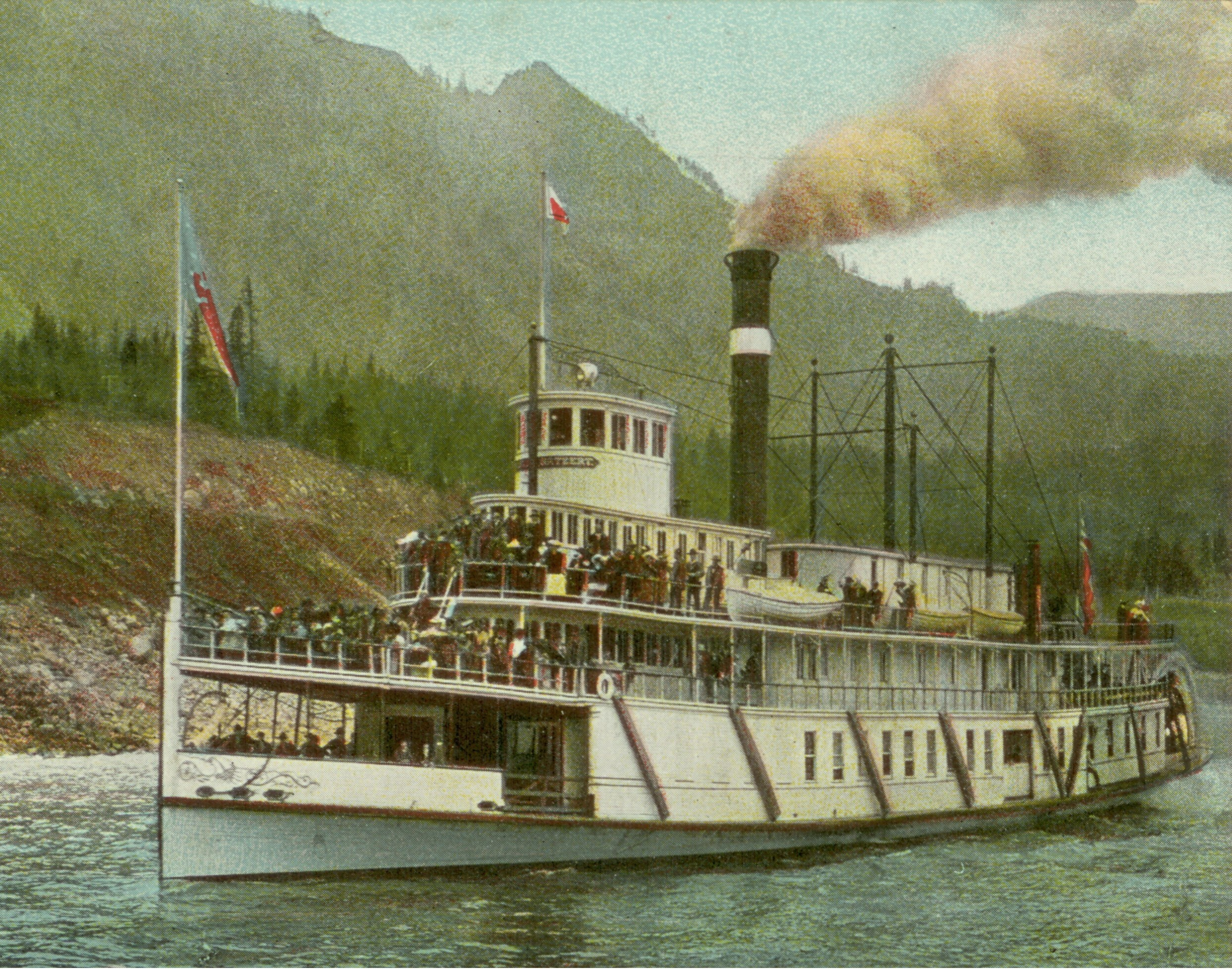
Il Bailey Gatzert vicino a Cascade Locks, 1910 circa

Il capitano americano Robert Gray e il britannico George Vancouver, i quali esplorarono il fiume nel 1792, dimostrarono che era possibile attraversare il banco di sabbia del Columbia. Questa impresa rimase, anche con i progressi tecnologici attuali, una discreta sfida: infatti, alla foce del fiume, le forti correnti e il banco di sabbia rendono pericoloso il passaggio tra il fiume e l'Oceano Pacifico, che generalmente richiede la presenza di un pilota esperto. Il banco di sabbia del Columbia fa infatti parte di un'area marittima soprannominata "cimitero del Pacifico" per via dei numerosi naufragi.
L'uso di piroscafi lungo il fiume, a partire dal britannico Beaver nel 1836, seguito da navi americane nel 1850, contribuì al rapido sviluppo economico della regione. I battelli a vapore operarono diversi tratti distinti del Columbia, ovvero l'Oceano Pacifico inferiore, le rapide delle Cascate, le cascate di Celilo, la confluenza con lo Snake, Wenatchee, i laghi Arrow nella Columbia Britannica e altri vari affluenti. Le barche, inizialmente alimentate da legname, trasportarono passeggeri e merci in giro per la regione per molti anni. Lo sviluppo della ferrovia permise di collegare le varie linee di battelli a vapore interrotte sul Columbia inferiore. Nel 1880, le linee ferroviarie gestite da compagnie come la Oregon Railroad and Navigation Company e la Shaver Transportation Company iniziarono a rimpiazzare le tratte percorsi dai battelli a vapore come rotte principali di trasporto lungo il fiume.

#### Canale verso Lewiston

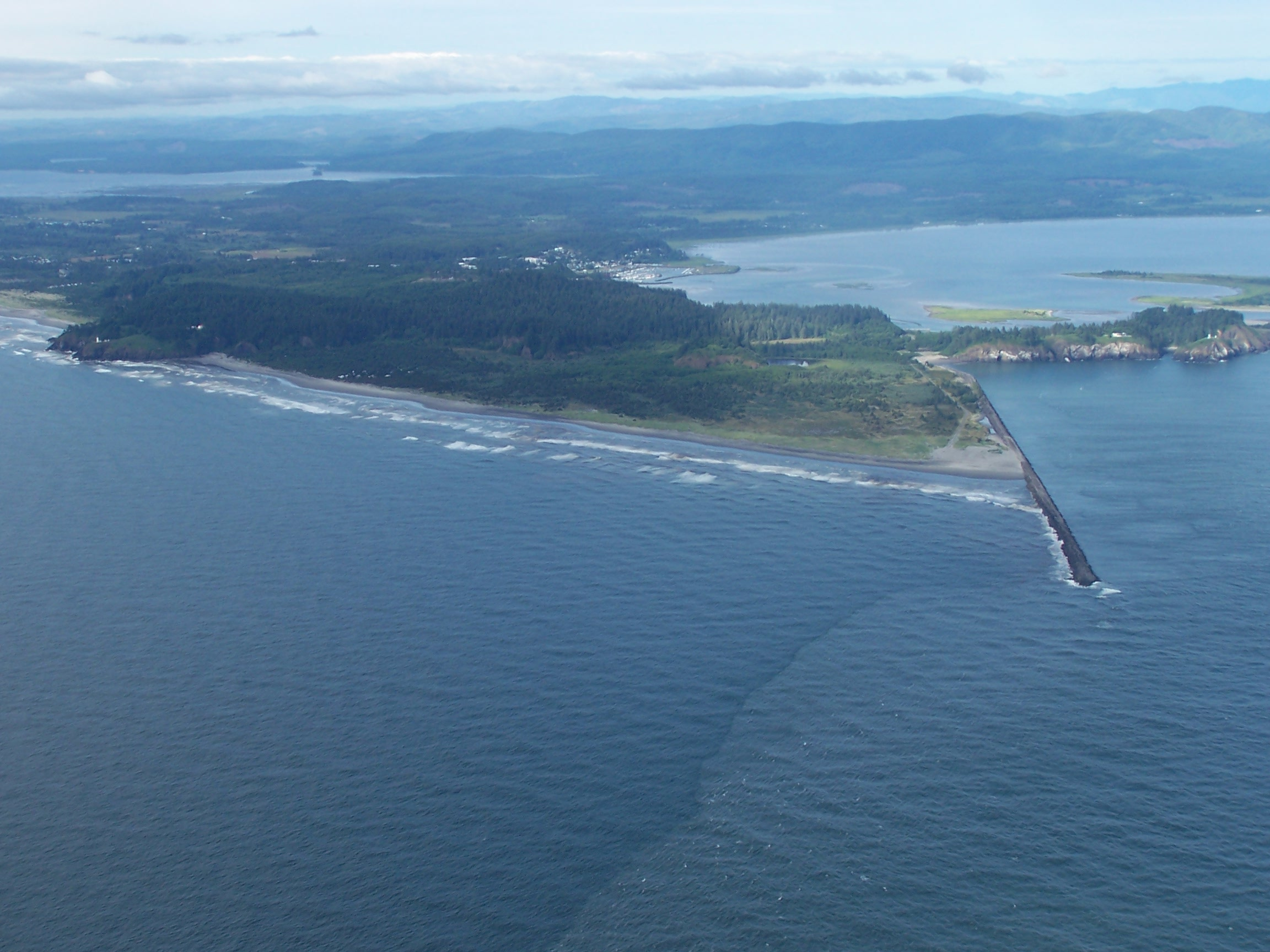
Capo Disappointment alla foce del Columbia

Già nel 1881, gli industriali proposero di modificare il letto naturale del Columbia per migliorare la navigazione. I cambiamenti nel corso degli anni inclusero la costruzione di un molo alla foce del fiume, di dragaggi e la costruzione di canali e chiuse. Ad oggi, le navi mercantili dall'Oceano Pacifico possono navigare a monte verso Portland e Vancouver, mentre le chiatte possono raggiungere Lewiston in Idaho dal 1975.
I movimenti del banco di sabbia del Columbia rendevano comunque difficile e pericoloso il passaggio tra il fiume e l'Oceano Pacifico, con molte rapide lungo il fiume che ostacolavano la navigazione. I moli, costruiti a partire dal 1886, migliorarono la progressione di coloro che dal fiume si dirigevano all'oceano. Tuttavia, le forti correnti e il banco di sabbia rimanevano una minaccia per le navi che entrano nel Columbia e richiedevano una manutenzione regolare dei moli.
Nel 1891, il Columbia fu dragato per migliorare il commercio. Il canale tra l'oceano, Portland e Vancouver fu ampliato da 5,2 a 7,6 m: il quotidiano The Columbian riportò nel 1905 un aumento della profondità pari a 12 m, ma tale cifra non fu raggiunta prima del 1976.
Le chiuse furono costruite per la prima volta nel 1896 intorno alle rapide delle Cascate, consentendo alle barche di navigare in sicurezza attraverso la gola del Columbia. Il canale del Celilo, il quale evitava le cascate, andò aperto al traffico fluviale nel 1915. A metà del XX secolo, la costruzione di dighe lungo il corso di rapide sommerse sotto una serie di laghi generati da dighe. Un vasto sistema di chiuse permetteva a navi e chiatte di passare facilmente da un lago all'altro. Uno dei principali carichi trasportati è il frumento, principalmente destinato all'esportazione: oltre il 40% di tutte le esportazioni di grano degli Stati Uniti passa attraverso il fiume Columbia. Il valore commerciale delle merci che transitano sul fiume (incluso lo Snake) è stimato in 14 miliardi di dollari all'anno.
L'eruzione del monte Saint Helens del 1980 causò alcune frane nell'area, con i depositi sedimentari che ridussero la profondità del Columbia a 7,6 m per circa 6,4 km, comportando danni per l'economia locale.

### Dragaggio più profondo

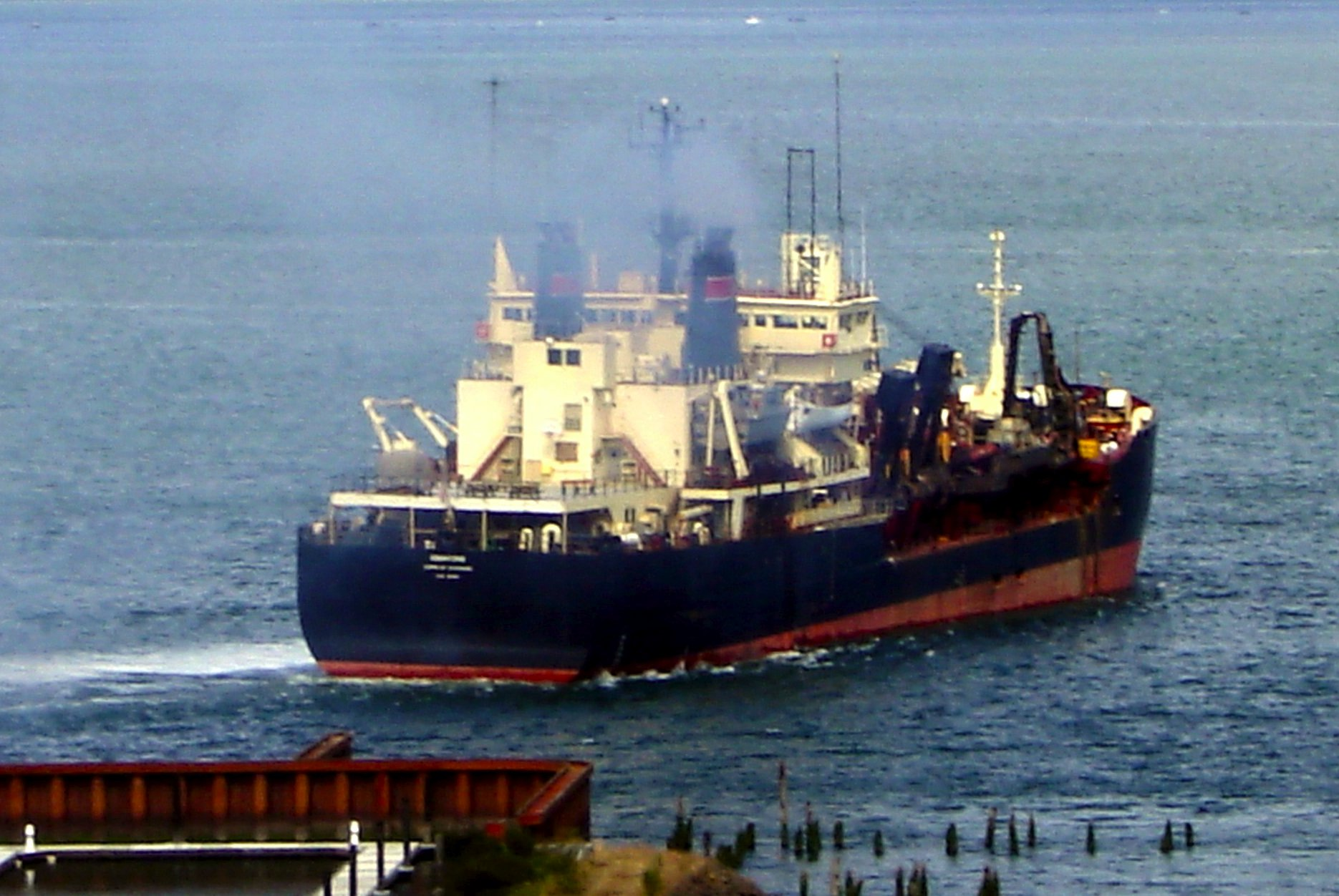
La Essayons, una delle navi del Corpo di Ingegneri dell'Esercito degli Stati Uniti responsabile della manutenzione del canale di navigazione del Columbia

Gli sforzi per mantenere e migliorare al meglio il canale per le spedizioni sono continuati fino ad oggi. Nel 1990, una nuova serie di studi ha valutato la possibilità di dragare ulteriormente il Columbia inferiore: i progetti sono stati controversi fin dall'inizio a causa di preoccupazioni economiche e ambientali.
Nel 1999, il Congresso degli Stati Uniti ha autorizzato l'ampliamento del canale tra Portland e Astoria fino a 12–13 m, consentendo in tal modo alle navi portacontainer e a alle grosse imbarcazioni cariche di frumento di raggiungere Portland e Vancouver. Tuttavia, il progetto incontrò l'opposizione a causa delle preoccupazioni per il dragaggio dei sedimenti tossici contenuti nel letto del fiume. La Northwest Environmental Advocates, con sede a Portland, intentò una causa contro il Corpo di Ingegneri dell'Esercito degli Stati Uniti, ma il ricorso compiuto a seguito della decisione di primo grado andò rigettato dalla nona sezione della Corte d'appello degli Stati Uniti nell'agosto del 2006. Il progetto, così come revisionato in un secondo momento, prevedeva misure volte a mitigare il danno ambientale. Ad esempio, il corpo degli ingegneri doveva ricreare le zone umide danneggiate in una dimensione dodici volte maggiore altrove. All'inizio del 2006, il corpo versò accidentalmente 190 litri di olio idraulico nel fiume, attirando ulteriori critiche dalle organizzazioni ambientaliste.
Il lavoro sul progetto, iniziato nel 2005, si concluse nel novembre del 2010 al costo totale stimato di 150 milioni di dollari. Il governo federale contribuì per il 65%, mentre gli stati dell'Oregon e Washington pagarono 27 milioni di dollari ciascuno (18%) e la restante fetta fu versata da privati e dai comuni di sei porti locali.

### Dighe

Dighe principali nel bacino del Columbia indicate per proprietario

Nel 1902 fu istituito il Bureau of Reclamation allo scopo di assistere lo sviluppo economico degli aridi stati dell'occidente. L'evoluzione delle politiche relative al fiume Columbia procedette di pari passo con la ratifica del trattato delle acque limitrofe tra gli Stati Uniti e il Canada nel 1909. Il Congresso degli USA adottò il Rivers and Harbors Act nel 1925, un documento legislativo in virtù del quale si ordinava al Corpo degli ingegneri statale e alla Federal Power Commission di studiare come migliorare lo sfruttamento delle risorse fluviali. Ciò spinse le varie agenzie a svolgere la prima analisi finanziaria formale dello sviluppo dell'energia idroelettrica.
Alla fine degli anni Venti del Novecento, i politici degli Stati Uniti nord-occidentali si dimostravano generalmente favorevoli allo sviluppo da parte di privati di dighe idroelettriche sul fiume Columbia. Tuttavia, la vittoria di George W. Joseph nelle primarie repubblicane negli anni Trenta in Oregon, seguita dalla nomina di Julius Meier come governatore dell'Oregon, andò percepita come una dimostrazione del sostegno popolare per la restituzione delle proprietà delle dighe alla pubblica amministrazione. Nel 1933, il presidente Franklin Delano Roosevelt firmò una legge che consentiva la costruzione delle dighe di Bonneville e Grand Coulee come grandi progetti di opere pubbliche. Il risultato fu attribuito agli sforzi del senatore dell'Oregon Charles McNary, del senatore dello stato di Washington Clarence Dill e del membro del Congresso dell'Oregon Charles Martin in particolare. Uno dei principali successi riguardò la costruzione della sopraccitata Grand Coulee, finalizzata ad irrigare 2 400 km² nel Columbia Basin Project nel Washington centrale. Con l'inizio della seconda guerra mondiale, l'enfasi sulla costruzione di dighe aumentò per la produzione di energia idroelettrica piuttosto che per l'irrigazione, funzione poi divenuta ancor più importante dopo il conflitto.

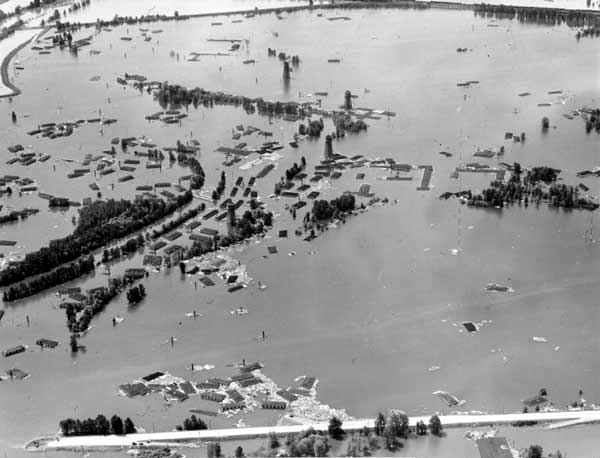
Vanport City allagata nel 1948

Nel 1948, si verificarono inondazioni nel bacino fluviale che distrussero Vanport City, allora la seconda città più grande dell'Oregon, e colpirono città nella parte superiore del corso del fiume come Trail, in Columbia Britannica. Le inondazioni spinsero il Congresso ad approvare nel 1950 il Flood Control Act, con cui si autorizzava il governo federale a costruire ulteriori dighe e altri meccanismi di controllo delle inondazioni. In quel momento storico, tuttavia, le comunità locali divennero più sospettose nei confronti dei progetti idroelettrici federali e chiesero di essere informate e ricevere dettagli sui nuovi sviluppi. Un'agenzia di lavori pubblici nella contea di Grant cominciò poi con tale clima la costruzione della diga delle rapide di Priest.
Negli anni Sessanta, gli Stati Uniti e il Canada firmarono il trattato fluviale sul Columbia (Columbia River Treaty), il quale faceva riferimento alla prevenzione delle inondazioni e alla massimizzazione della produzione di energia a valle. Ottawa accettò di costruire dighe e fornire serbatoi di stoccaggio, mentre Washington non si dimostrava contraria alla decisione di restituire al Canada metà dell'aumento di energia prodotta sul loro suolo, con una stima di cinque anni di anticipo. L'obbligo del Canada venne adempiuto con la costruzione di tre dighe: la Mica e la Keenleysode (ex Arrows) sul Columbia e la Duncan sul fiume omonimo, l'ultima delle quali entrò in funzione nel 1973.
Oggi, il corso principale della Columbia conta quattordici dighe, tre delle quali in Canada e undici negli USA: le altre barriere e chiuse sullo Snake consentono alle navi e alle chiatte dell'Oceano Pacifico di raggiungere Lewiston, in Idaho. Il bacino fluviale nel suo complesso fa registrare più di 400 dighe per l'energia idroelettrica e l'irrigazione. In virtù di tale numero, il Columbia è quindi diventato uno dei fiumi il cui corso è più condizionato al mondo dalle dighe. Le barriere svolgono molti ruoli lì come il controllo delle inondazioni, la facilitazione della navigazione, la regolazione del flusso, lo stoccaggio e la distribuzione dell'acqua e la generazione di energia idroelettrica.
Le grandi dighe statunitensi sono di proprietà del governo federale (alcune dal Corpo degli ingegneri e altre dal Bureau of Reclamation), il quale si occupa altresì della gestione, mentre quelle minori restano in mano ai distretti di servizi pubblici e a società di energia elettrica private. Il sistema gestito a livello federale è noto come Federal Columbia River Power System e comprende 31 dighe tra il fiume principale e i suoi affluenti. Il reticolo di costruzioni artificiali ha alterato il flusso stagionale del fiume per soddisfare la domanda di elettricità durante l'inverno. All'inizio del Novecento, quasi il 75% del flusso del Columbia veniva prodotto in estate, tra aprile e settembre. Nel 1980, la proporzione prodotta in estate scese a circa il 50%, sopprimendo la maggior parte delle differenze stagionali.
L'installazione di dighe ha modificato in modo significativo il paesaggio e l'ecosistema locale. Un tempo, il Columbia risultava uno dei biomi più ricco di salmonidi al mondo, specie in località precise del corso d'acqua come nel caso delle cascate di Celilo: il numero di esemplari è calato drasticamente nel corso degli anni. Dei passaggi per pesci sono stati installati su alcune dighe per favorire il loro transito, mentre la diga Chef Joseph, non avendo escogitato alcun sistema simile, impedisce completamente la migrazione dei pesci nella metà superiore del bacino idrografico del Columbia.

### Irrigazione

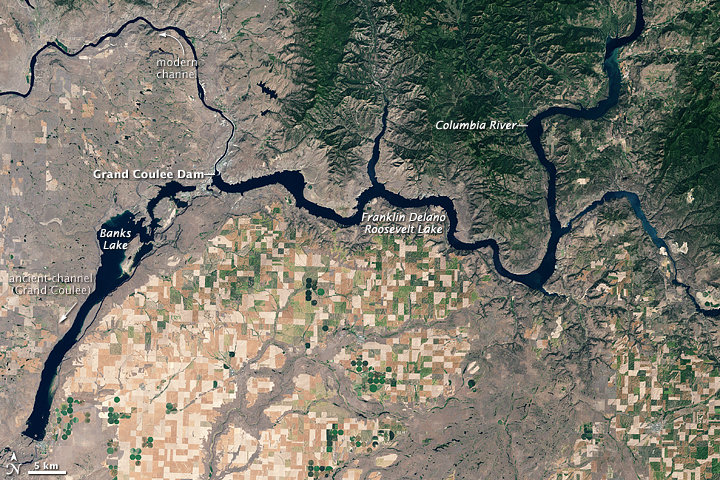
Fotografia satellitare dell'area della diga Grand Coulee con i laghi Franklin D. Roosevelt e Banks nel 1999

Il Columbia Basin Project del Bureau of Reclamation si concentrò sulla regione generalmente secca della zona centrale del Washington, che ha suoli ricchi di löss. Essendo state sviluppate diverse proposte su tale progetto, ci vollero diversi anni prima che si giungesse a una decisione fino a quando, nel 1933, il presidente Franklin Delano Roosevelt convalidò la bozza. La diga Grand Coulee costituì il cuore pulsante del piano poiché, una volta completata, permise di pompare l'acqua dal fiume Columbia per riempire il vecchio letto asciutto del Grand Coulee formando il lago Banks. Nel 1935, l'altezza prevista della diga fu aumentata da un intervallo compreso tra 61 e 91 m a 150. Un'elevazione del genere consentì di estendere il bacino artificiale creato sul corso del fiume (il lago Franklin D. Roosevelt) fino al confine canadese. Il progetto virò successivamente da un piano di rilancio locale a un grande lavoro nazionale in sintonia con la politica del New Deal.
L'obiettivo iniziale del progetto riguardava l'irrigazione, ma la seconda guerra mondiale rese necessaria la fornitura urgente di energia elettrica, oltre che la produzione di alluminio e lo sviluppo di armi nucleari presso il laboratorio nazionale di Hanford. L'irrigazione tornò alla ribalta nel 1951 fornendo acqua a oltre 2 700 km² di terra fertile ma arida nello stato centrale del Washington e convertendo la regione in un importante centro agricolo. Le colture principali riguardavano alberi da frutto, patate, erbe mediche, menta, fagioli, barbabietola e uva destinata alla produzione di vino. Le regioni vinicole vicine al Columbia più celebri sono quella della Columbia Gorge e della Columbia Valley, oltre alla suddivisioni minori.

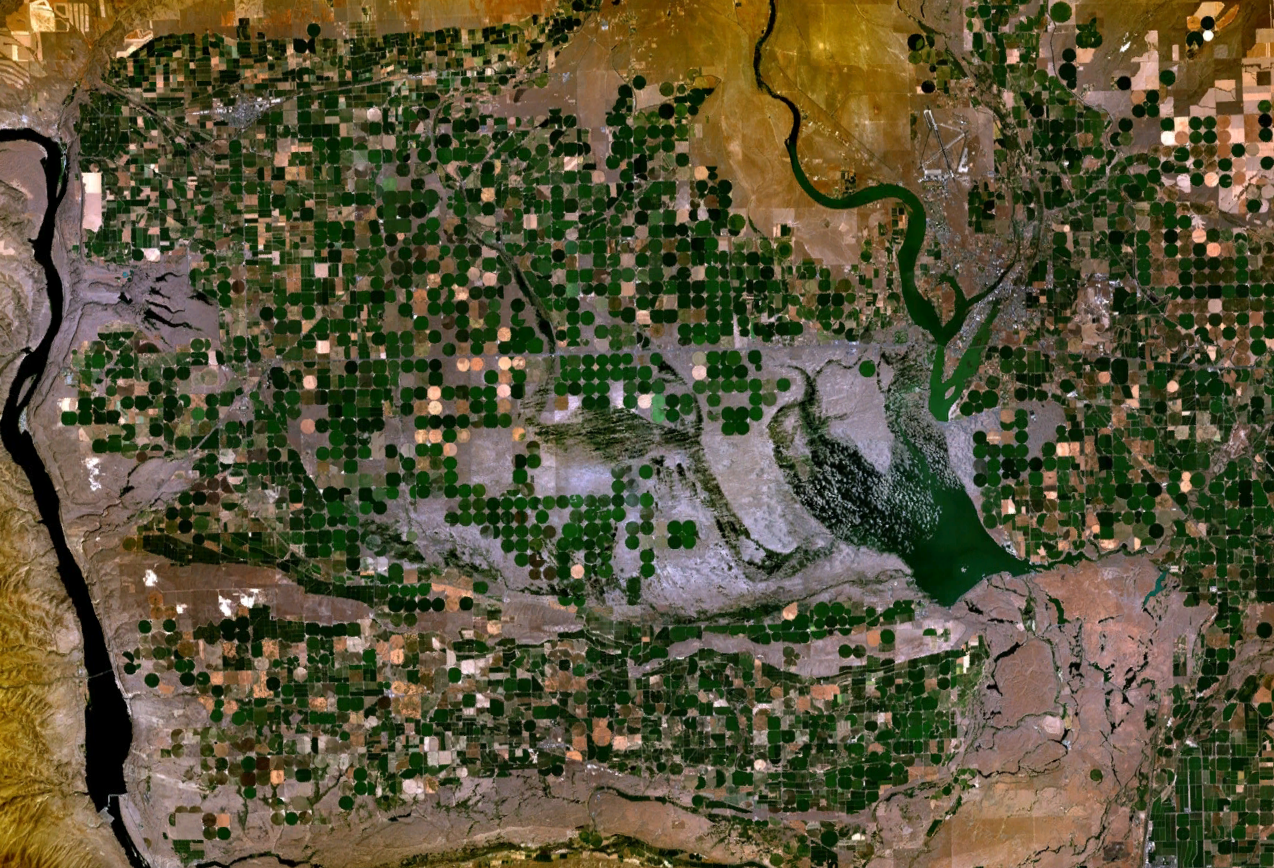
Fotografia satellitare dell'area irrigata (a perno centrale) che circonda il lago Potholes come parte del Columbia Basin Project. Il letto del fiume Columbia è a sinistra dell'immagine

Dal 1750, la Columbia ha sperimentato 32 cicli di siccità di cui 6 pluriennali. Il più lungo durò dodici anni a metà del 1800 e vide ridursi il flusso del fiume di circa il 20%. Gli scienziati hanno espresso diverse preoccupazioni, temendo che una simile assenza di piogge, qualora si verificasse una seconda volta, possa avere gravi conseguenze in un'area così dipendente dall'acqua del fiume. Nel 1992-1993, un periodo di siccità meno grave invero già colpì gli agricoltori e vari settori legati al Columbia.
Molti agricoltori nella zona centrale del Washington hanno costruito pozzi nelle loro proprietà per l'irrigazione e per scongiurare il congelamento sui loro raccolti. Il Dipartimento di ecologia dello stato di Washington, utilizzando nuove tecniche come le fotografie aeree, ha stimato che potrebbero essercene fino a 100 nell'area, la maggior parte delle quali fuori norma. Sei serbatoi idrici sono crollati negli ultimi anni, causando centinaia di migliaia di dollari di danni ai raccolti e alle strade pubbliche. Diverse aziende agricole della regione hanno superato il processo di autorizzazione per costruire legalmente le strutture di cui sopra.

### Energia idroelettrica

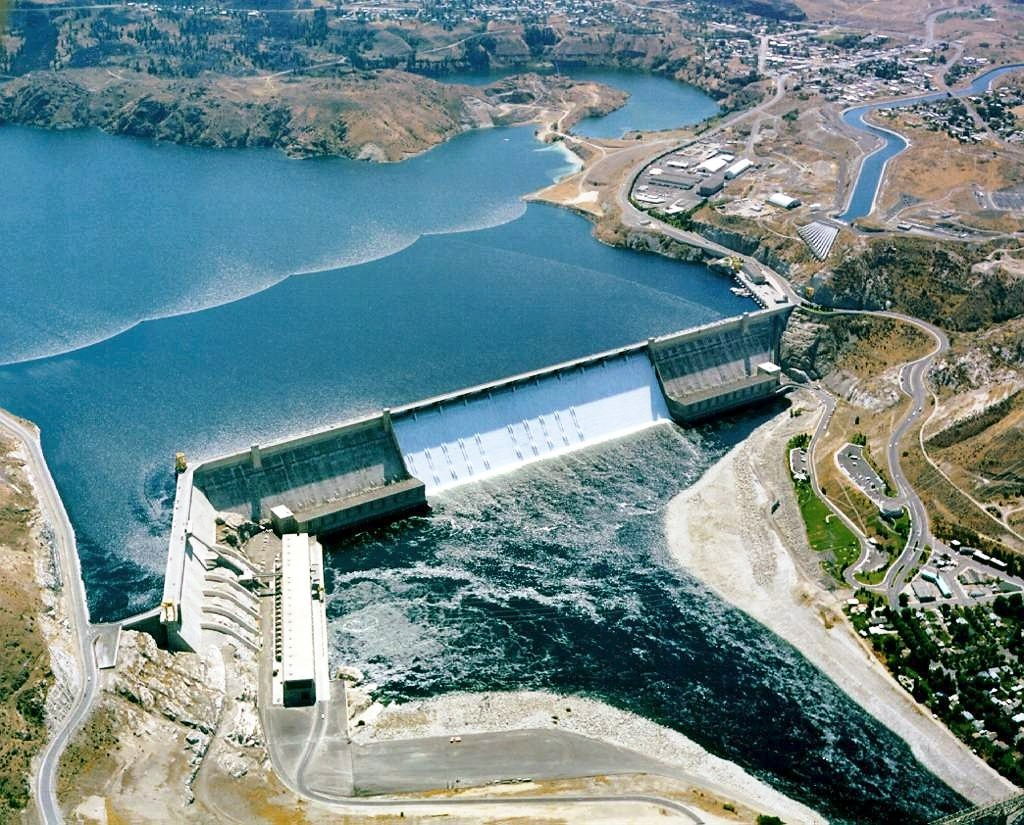
La diga Grand Coulee, la più grande sul fiume Columbia

L'abbondante velocità della corrente del Columbia consente una sicura e notevole capacità di produrre energia idroelettrica: la discesa di quota per chilometro di 40,9 cm (il Mississippi fa registrare appena 12,3 cm) consente di comprendere come il solo Columbia possieda un terzo del potenziale idroelettrico degli USA.
Le due maggiori barriere artificiali tra i 150 progetti idroelettrici, la Grand Coulee e la Chief Joseph, sono anche le più grandi degli Stati Uniti e tra le più imponenti al mondo.
L'energia idroelettrica a basso costo ha favorito l'emergere di un'industria di produzione su larga scala dell'alluminio, la quale richiede un'enorme potenza elettrica. Fino al 2000, gli Stati Uniti nord-occidentali producevano un massimo del 17% della produzione mondiale del materiale appena menzionato e il 40% della produzione nazionale. Tuttavia, l'incessante richiesta di energia nei primi anni 2000, unita alla siccità che ridusse la portata del fiume, inferse un duro colpo all'industria. Nel 2001, i produttori di alluminio della Columbia non riuscirono ad andare oltre l'80% della loro capacità produttiva, con un peggioramento registrato nel 2003 in virtù del quale tutti i produttori negli Stati Uniti potevano realizzare solo il 15% della produzione globale di alluminio. Considerate le avversità, molte fonderie della regione del Columbia dovettero chiudere temporaneamente o dichiarare bancarotta.
L'energia elettrica rimane relativamente poco costosa lungo il fiume Columbia e negli ultimi anni aziende di alta tecnologia come Google hanno iniziato a spostare i loro centri elaborazione dati nella regione per abbattere i costi.
A valle della diga di Grand Coulee, ogni barriera è rigidamente regolamentata dalla Bonneville Power Administration (BPA), dal Corpo degli ingegneri dell'esercito statunitense (USACE) e da diverse divisioni della Washington Public Utility che garantiscono il corretto raggiungimento degli obiettivi legati alla corrente, alla prevenzione delle inondazioni e alla produzione di energia. Sempre più spesso, l'energia idroelettrica è richiesta per soddisfare gli standard dell'Endangered Species Act del 1973 e altri accordi volti a ridurre al minimo l'impatto antropico sui salmoni e su altri pesci. Alcuni gruppi di ambientalisti e vari pescatori si sono espressi a favore della rimozione di diverse dighe sullo Snake.
| Nome                                  | Nazione          | Corso d'acqua | Anno di apertura | Potenza (MW) | Nota |
| ------------------------------------- | ---------------- | ------------- | ---------------- | ------------ | --- |
| Diga Grand Coulee                     | USA              | Columbia      | 1942             | 6 809        | La più grande centrale elettrica americana e, all'epoca, la più grande struttura in cemento mai eretta                            |
| Chief Joseph                          | USA              | Columbia      | 1955             | 2 069        | |
| Diga di John Day                      | USA              | Columbia      | 1971             | 2 160        | |
| Diga delle Tre Gole                   | Cina             | Fiume Azzurro | 2008             | 20 000       | La più grande barriera artificiale idraulica nonché il maggiore generatore elettrico al mondo                                     |
| Diga di Saiano-Šušensk                | Russia           | Enisej        | 1989             | 6 400        | La maggiore centrale elettrica della Russia                                                                                       |
| Diga di Itaipú                        | Brasile/Paraguay | Rio Paraná    | 1983             | 12 500       | La maggiore centrale idroelettrica del mondo dopo la diga delle Tre Gole ma non tra le più elevate al mondo in termini di altezza |
| Stazione elettrica di Robert-Bourassa | Québec, Canada   | La Grande     | 1979-1992        | 7 722        | Tra le due principali centrali gestita dalla Hydro-Québec                                                                         |

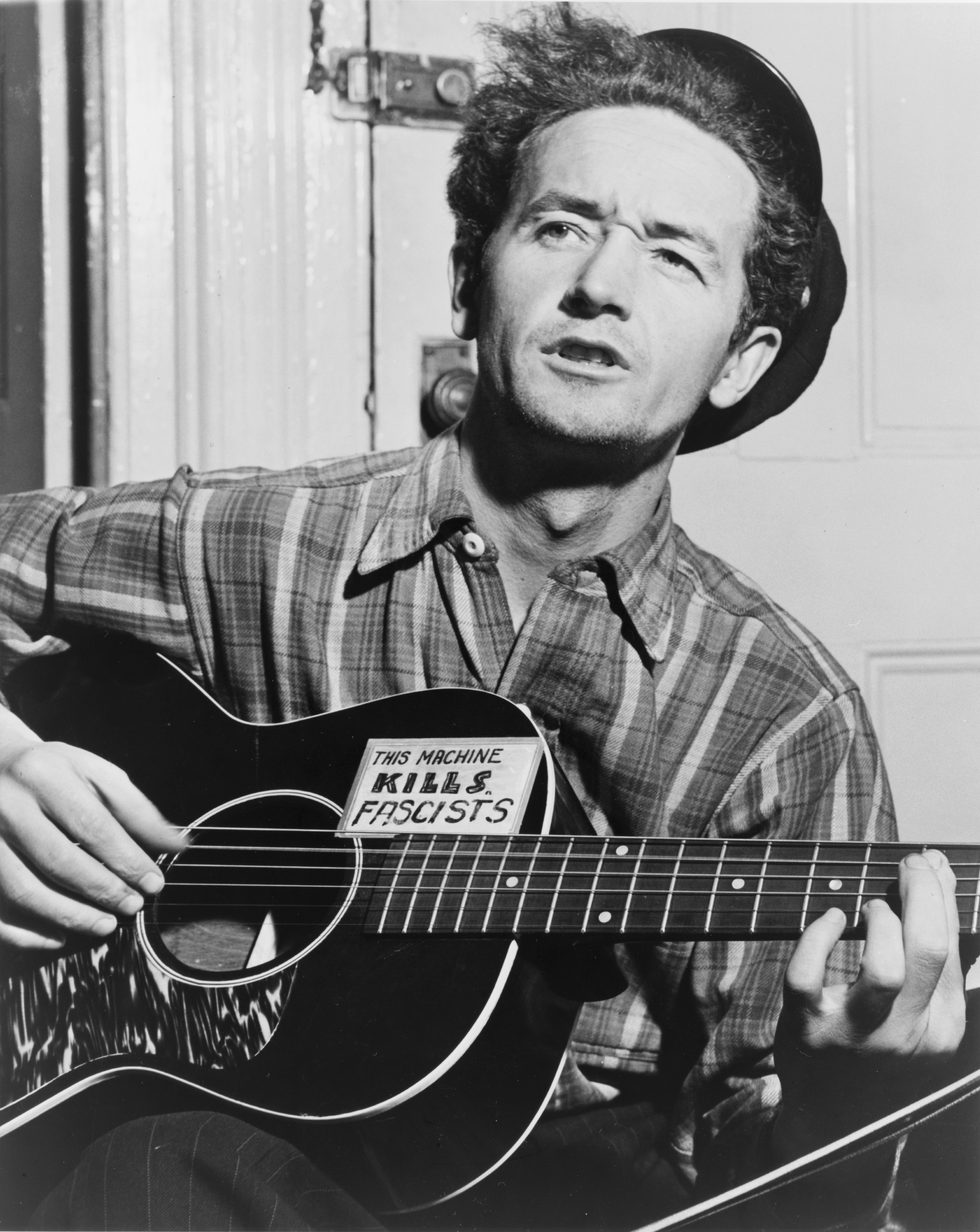
Woody Guthrie, 1943

Nel 1941, la Bonneville Power Administration assunse il cantante folk Woody Guthrie per scrivere canzoni per un documentario che promuoveva l'utilizzo dell'energia idroelettrica. Egli trascorso diverse settimane viaggiando per la regione scrivendo 26 canzoni in un mese, poi diventate importanti nel patrimonio culturale della regione. Originariamente pubblicate sotto il titolo di Columbia River Ballads, sono oggi conosciute come The Columbia River Collection: i brani più celebri sono Roll on Columbia, Pastures of Plenty, Grand Coulee Dam e The Biggest Thing That Man Has Ever Done.
Columbia, roll on

Your power is turning our darkness to dawn

So roll on, Columbia, roll on»
(Woody Guthrie - Roll on Columbia)

### Inquinamento

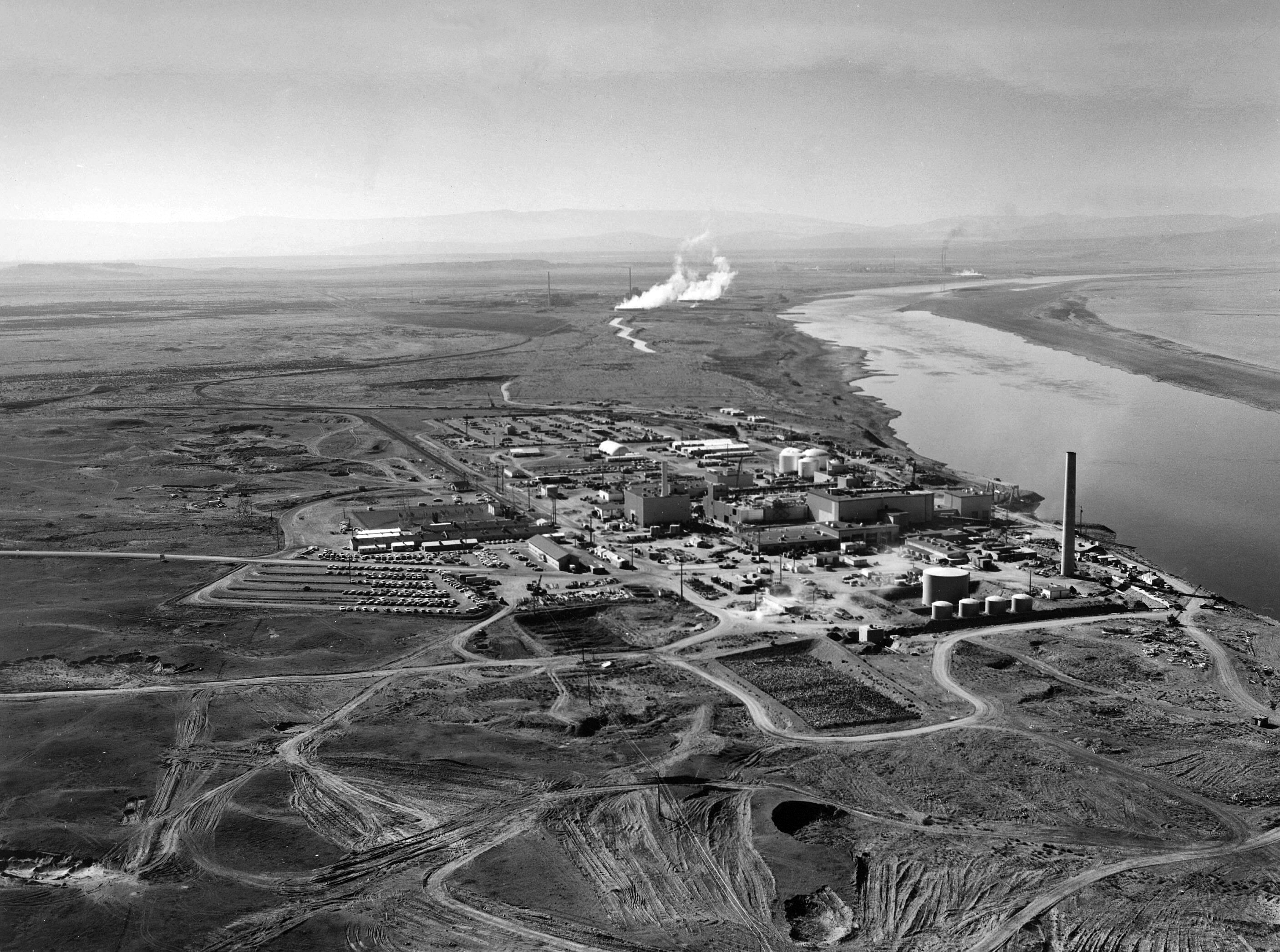
L'impianto nucleare di Hanford adiacente al Columbia

Nel sud del Washington, sulle rive del fiume Columbia, sorgeva il sito dell'impianto nucleare di Hanford, attualmente in fase di smantellamento. Istituito nel 1943 come parte del progetto Manhattan, il sito fungeva da complesso di produzione per il plutonio, con al suo apice nove reattori nucleari in funzione e relative strutture ubicate sulle rive del fiume che coprivano un'area totale di 1 517 km². Dal 1944 al 1971, i sistemi di raffreddamento pompavano acqua dal fiume Columbia e la rilasciavano dopo il trattamento: prima che quest'ultima operazione avvenisse, l'acqua utilizzata andava immagazzinata in grandi bacini di ritenzione per un periodo fino a sei ore. Ad ogni modo, ciò influiva sulla radioattività dell'acqua, la quale successivamente tornava ad essere riversata nel fiume. Nel 1957, gli otto reattori di produzione di plutonio di Hanford rilasciarono nel fiume una media giornaliera di 50 000 curie di materiale radioattivo. I dati vennero mantenuti segreti dal governo federale fino alla pubblicazione dei documenti declassificati alla fine degli anni Ottanta. La radioattività di questi rilasci è stata misurata a valle delle coste di Washington e dell'Oregon.
I reattori nucleari vennero dismessi alla fine della guerra fredda e il sito di Hanford è ora al centro di una grande campagna di bonifica e risanamento sotto la supervisione del Dipartimento dell'energia degli Stati Uniti d'America, del Dipartimento di ecologia dello stato di Washington e dell'Agenzia statunitense per la protezione dell'ambiente. Le falde acquifere che circondano il sito contengono migliaia di metri cubi di acque sotterranee contaminate da rifiuti altamente radioattivi fuoriusciti dai 177 serbatoi di stoccaggio sotterranei localizzati a Hanford. Nel 2008, circa 3 785 m³ di rifiuti radioattivi erano prossimi al raggiungimento del fiume Columbia attraverso le acque sotterranee.

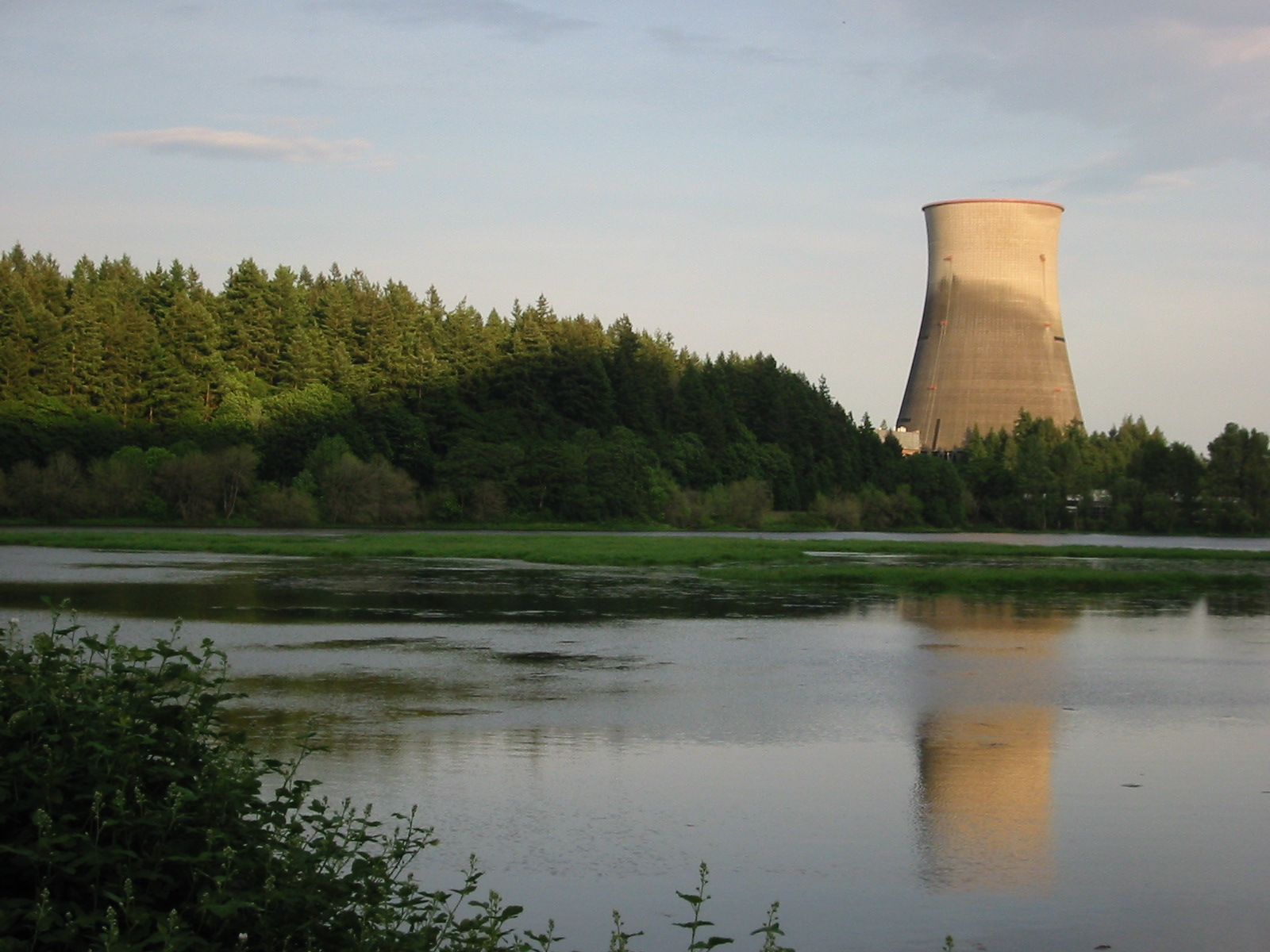
Il Columbia e la torre di raffreddamento della centrale nucleare di Trojan di Rainier prima che fosse demolita alla fine degli anni 2000

Oltre alle preoccupazioni per le scorie nucleari, nel fiume si trovano molti altri inquinanti, ovvero pesticidi, batteri, arsenico, diossina e policlorobifenile.
Gli studi hanno anche rivelato livelli significativi di tossine nei pesci e nei loro habitat nello stagno: l'accumulo di esse minaccia la sopravvivenza dei vertebrati e il consumo umano di questi pesci può generare problemi di salute. La qualità dell'acqua è un altro fattore importante per la sopravvivenza di altri animali selvatici e piante che proliferano nel bacino del Columbia. Gli stati, le tribù indiane e il governo federale sono tutti impegnati negli sforzi per ripristinare e migliorare la qualità dell'acqua, della terra e dell'aria nel bacino del fiume e hanno messo in atto politiche volte a ripristinare ecosistemi attualmente in condizioni critiche. Nello specifico, si segnalano varie operazioni di bonifica facenti parte del grande progetto Superfund presso il porto di Portland, Hanford e il lago Franklin D. Roosevelt.
La bonifica del sito iniziata nel 1989 appariva laboriosa sin dall'inizio e la data di cessazione delle operazioni andò disattesa più volte: con un completamento stimato nel 2018, i lavori procedono ancora oggi, anche se bloccati dalla pandemia di COVID-19. Il costo della bonifica, anch'esso sottovalutato a 4 miliardi nel 2000, è stato rivalutato a 12,2 miliardi nel 2008.
L'attività dell'industria del legname figura tra le ragioni per cui il fiume ricevette sostanze inquinanti, in particolare per via dell'aumento dei sedimenti nelle acque del fiume a seguito di tagli rasi. Il Northwest Forest Plan, previsto per la prima volta dalla legislazione federale del 1994, richiedeva alle società di disboscamento di considerare l'impatto ambientale delle pratiche sui fiumi, compreso il Columbia.
L'Hanford Reach National Monument, un monumento nazionale degli Stati Uniti, fu istituito nel 2000 dalla zona cuscinetto che circonda il complesso di Hanford. La regione non è stata intaccata dallo sviluppo o dall'agricoltura dal lontano 1943.
Il 1º luglio 2003, un residente di Portland di nome Christopher Swain è diventato la prima persona a nuotare per l'intera lunghezza del fiume Columbia: alla fine dell'impresa, egli la giustificò sostenendo che fosse necessario porre l'attenzione sulla salvaguardia ambientale del corso d'acqua.

## Galleria d'immagini

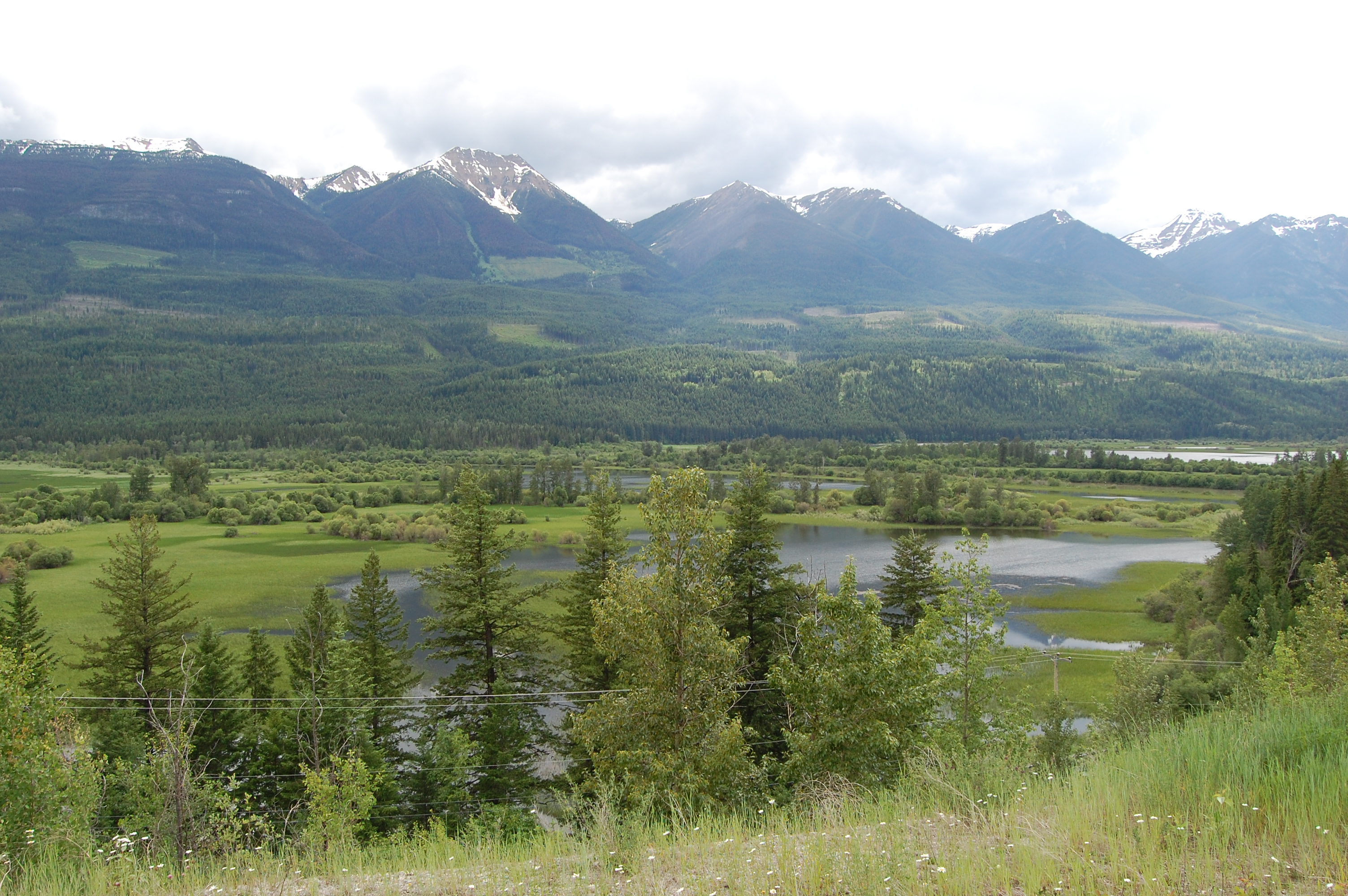
Zone umide del Columbia
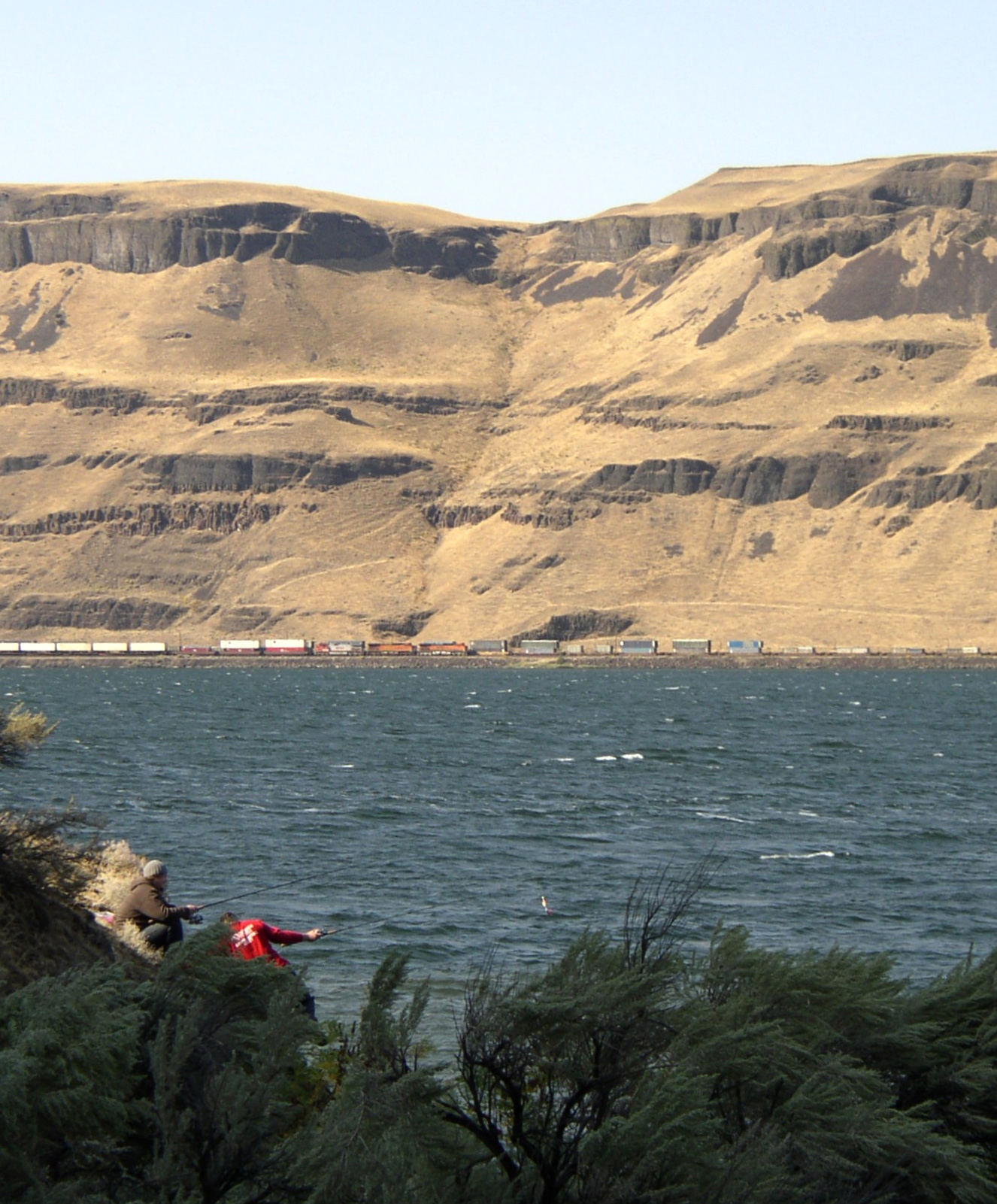
Gli Anticlinali di Wallula Gap
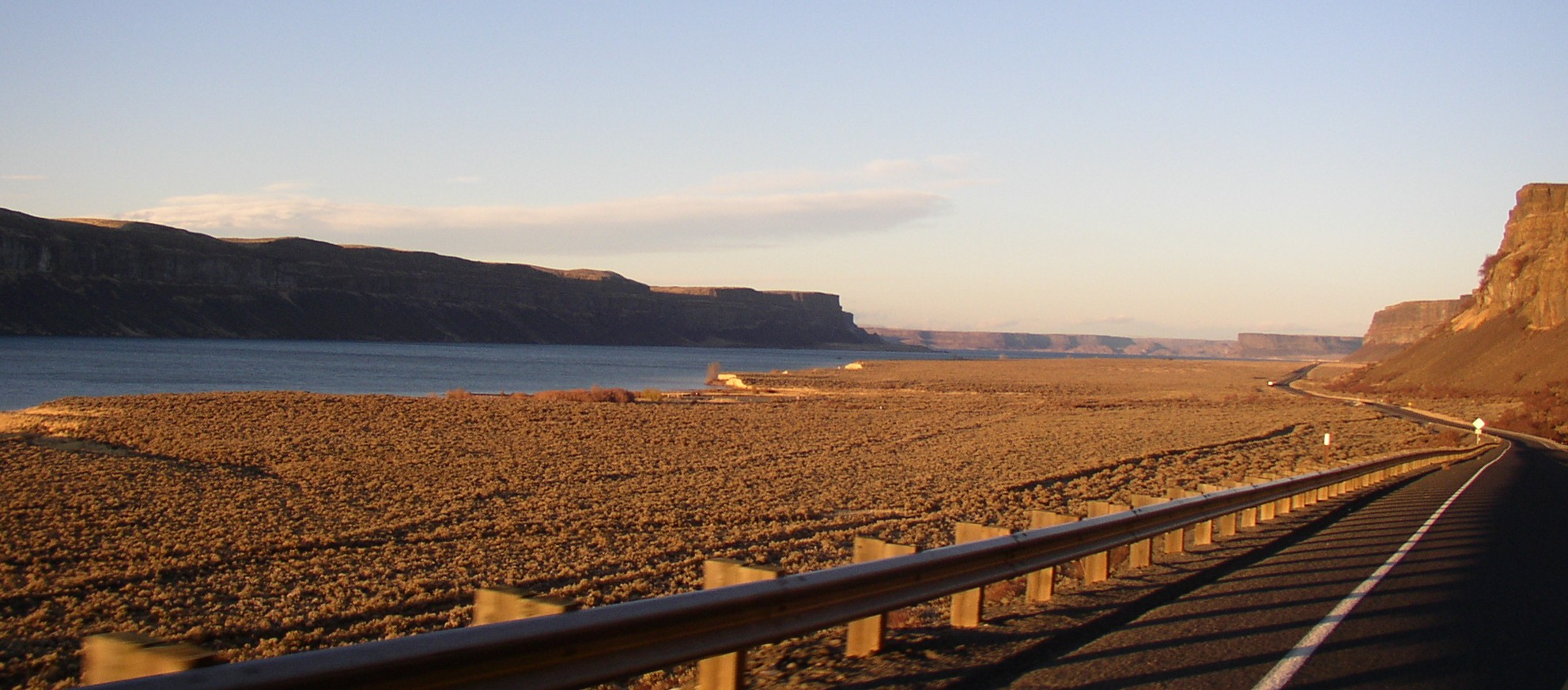
Grand Coulee
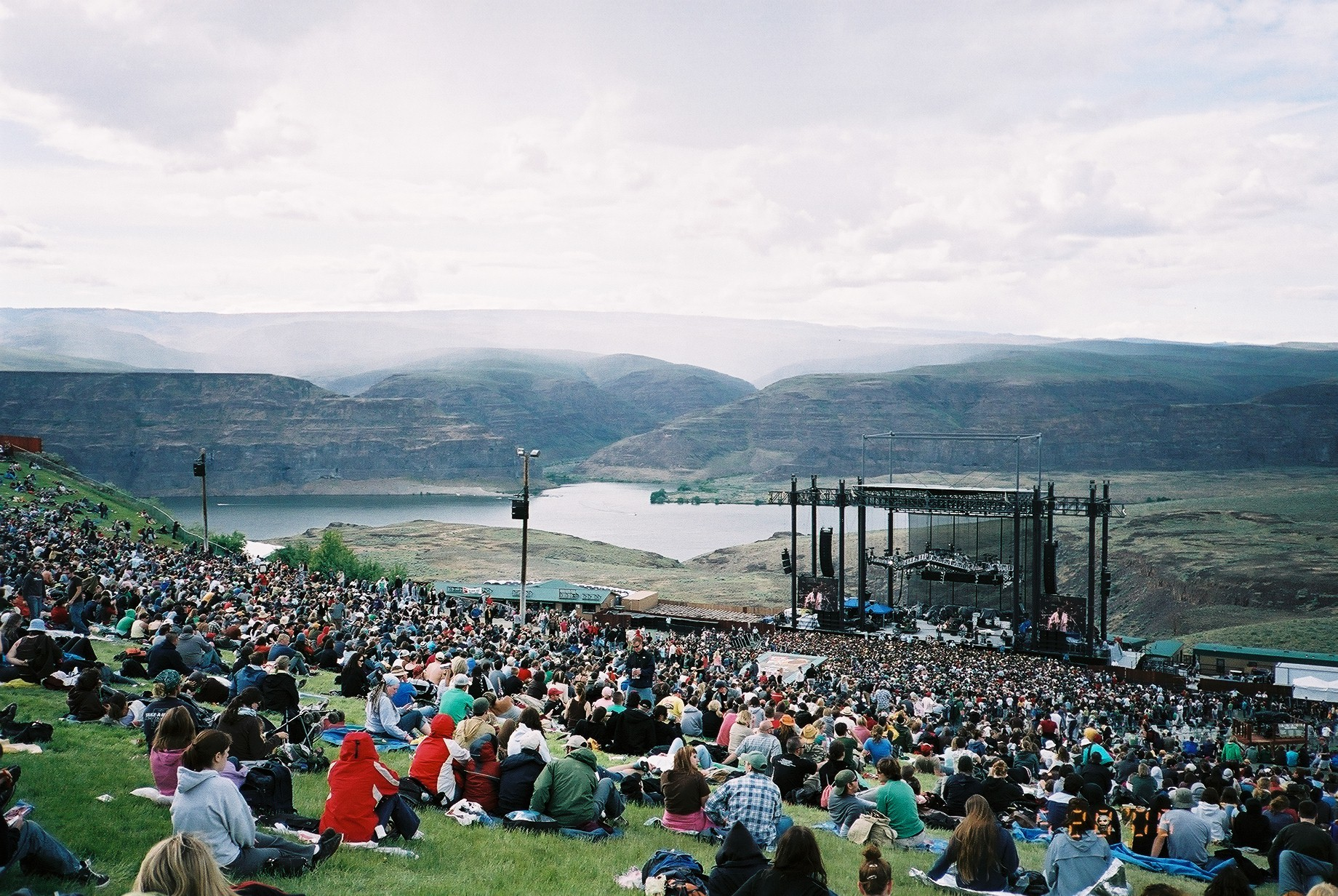
Il Gorge Amphitheatre
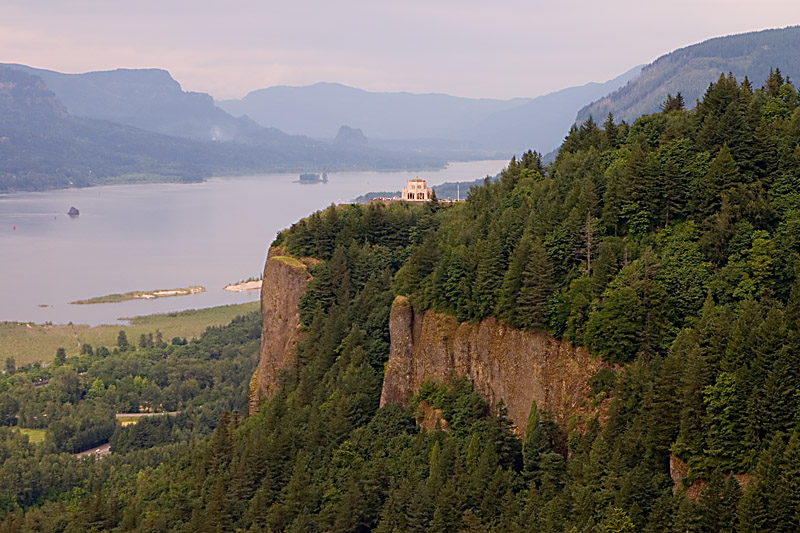
La  Vista House  a Crown Point (Oregon) nella gola del Columbia
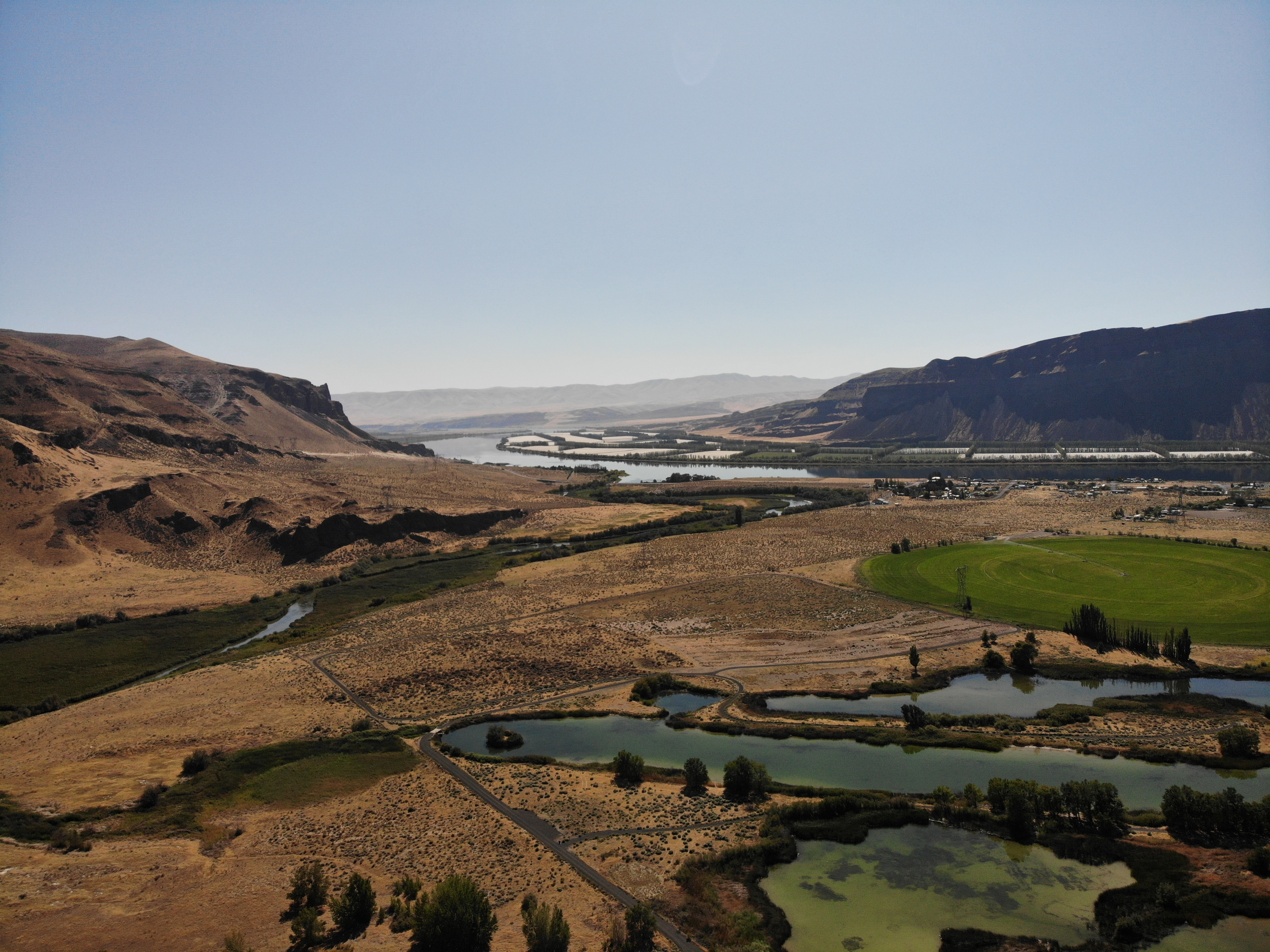
Sentinel Gap, Washington
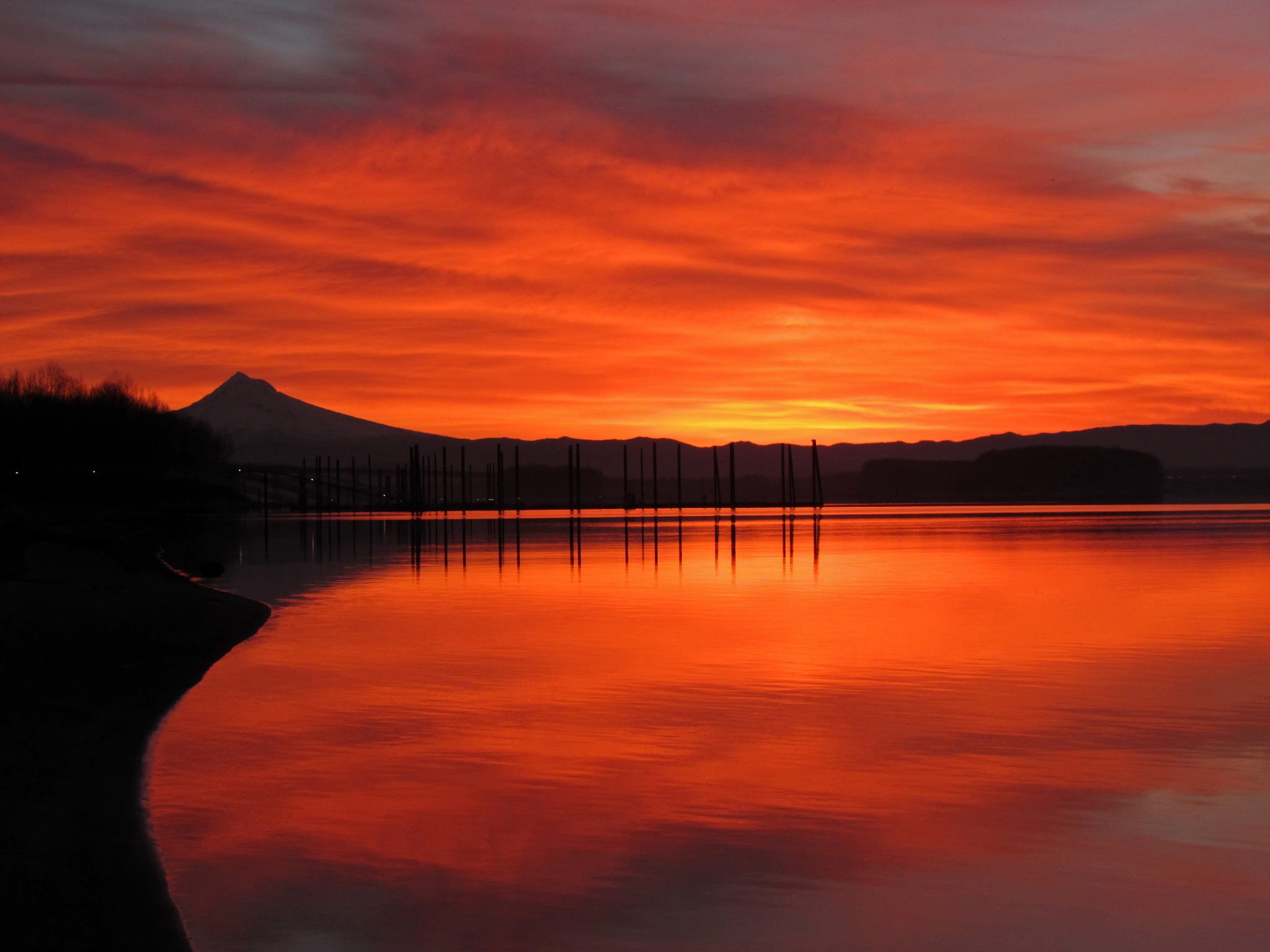
Tramonto sul Columbia al confine tra il Washington e l'Oregon
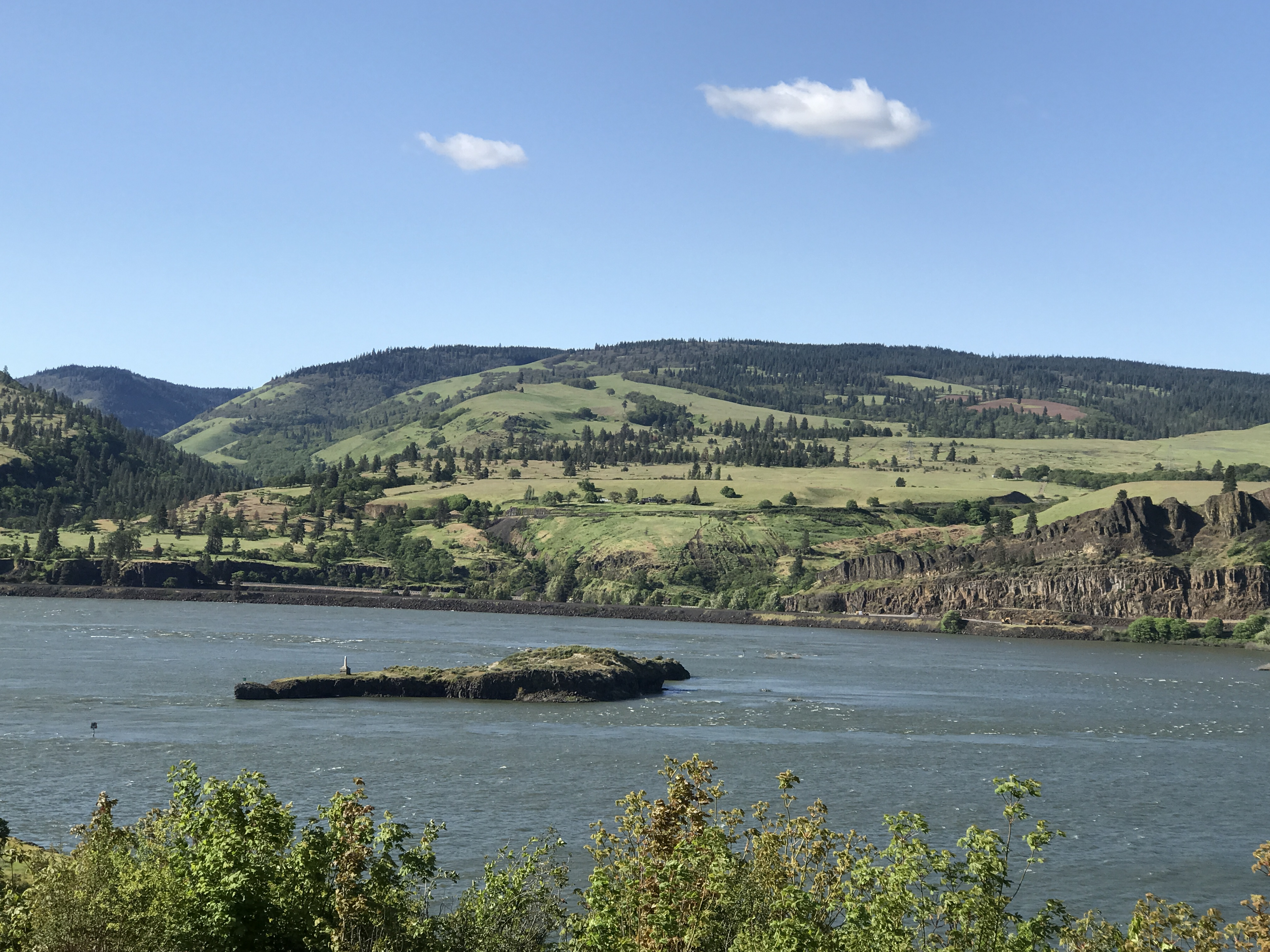
Isola di Memaloose

### Generale
- (EN) Robert Carriker e William L. Lang, Great River of the West: Essays on the Columbia River, University of Washington Press, 2013, ISBN 978-02-95-80276-3.
- (EN) Derek Hayes, Historical Atlas of the Pacific Northwest: Maps of Exploration and Discovery, Sasquatch Books, 1999, ISBN 978-15-70-61215-2.
- Blaine Harden, A River Lost: The Life and Death of the Columbia, W. W. Norton & Company, 2012, ISBN 978-03-93-34452-3.
- (EN) Tom Lashnits, The Columbia River, Facts On File Incorporated, 2004, ISBN 978-07-91-07728-3.

### Storico-culturale
- Edward L. Affleck, A Century of Paddlewheelers in the Pacific Northwest, the Yukon, and Alaska, Vancouver, Alexander Nicholls Press, 2000, ISBN 978-09-20-03408-8.
- (EN) Katrine Barber, Death of Celilo Falls, University of Washington Press, 2011, ISBN 978-02-95-80092-9.
- (EN) Robert Boyd, People of The Dalles: The Indians of Wascopam Mission, University of Nebraska Press, 2004, ISBN 978-08-03-26232-4.
- (EN) Ella Elizabeth Clark, Indian Legends of the Pacific Northwest, University of California Press, 2003, ISBN 978-05-20-23926-5.
- (EN) William Dietrich, Northwest Passage: The Great Columbia River, Simon & Schuster, 1995, ISBN 978-06-71-79650-1.
- (EN) Andrew H. Fisher, Shadow Tribe: The Making of Columbia River Indian Identity, University of Washington Press, 2011, ISBN 978-02-95-80197-1.
- (EN) Eugene S. Hunn e James Selam, Nch'i-wána, "the Big River": Mid-Columbia Indians and Their Land, University of Washington Press, 1990, ISBN 978-02-95-97119-3.
- (EN) Richard Somerset Mackie, Trading Beyond the Mountains: The British Fur Trade on the Pacific 1793–1843, University of British Columbia Press, 1997, ISBN 978-07-74-80613-8.
- (EN) Harvey Whitefield Scott e Leslie M. Scott, History of the Oregon country, Cambridge, Riverside Press, 1924, OCLC 6608313.
- (EN) Roberta Ulrich, Empty Nets: Indians, Dams, and the Columbia River, Oregon State University Press, 2007, ISBN 978-08-70-71188-6.

### Pesca, ambiente e infrastrutture
- (EN) Arthur C. Benke e Colbert E. Cushing, Rivers of North America, Elsevier, 2011, ISBN 978-00-80-45418-4.
- (EN) Anthony Netboy, The Columbia River Salmon and Steelhead Trout: Their Fight for Survival, Seattle, University of Washington Press, 1981, ISBN 978-02-95-95768-5.
- (EN) National Research Council, Managing the Columbia River: Instream Flows, Water Withdrawals, and Salmon Survival, National Academies Press, 2004, ISBN 978-03-09-09155-8.
- (EN) Paul C. Pitzer, Grand Coulee: Harnessing a Dream, Washington State University Press, 1994, ISBN 978-08-74-22113-8.
- (EN) Richard N. Williams, Return to the River: Restoring Salmon Back to the Columbia River, Academic Press, 2005, ISBN 978-01-20-88414-8.

### Geologica e geografica
- (EN) Ellen Morris Bishop, In Search of Ancient Oregon: A Geological and Natural History, Timber Press, 2006, ISBN 978-08-81-92789-4.
- (EN) Peter L. Stelling e David Samuel Tucker, Floods, Faults, and Fire: Geological Field Trips in Washington State and Southwest British Columbia, Geological Society of America, 2007, ISBN 978-08-13-70009-0.
- (EN) Cheri Dohnal, Columbia River Gorge: Natural Treasure On The Old Oregon Trail, Arcadia Publishing, 2003, ISBN 978-07-38-52432-0.
- (EN) Donald W. Meinig, The Great Columbia Plain: A Historical Geography, 1805-1910, 2ª ed., University of Washington Press, 2016, ISBN 978-02-95-80519-1.
- (EN) Ted Mueller, Fire, Faults, and Floods: A Road and Trail Guide Exploring the Origins of the Columbia River Basin, University of Idaho Press, 1997, ISBN 978-08-93-01206-9.